# Movimento di autorafforzamento
Il Movimento di auto-rafforzamento (zh. 自強運動T, 自强运动S, zìqiáng yùndòngP), noto anche come Movimento di occidentalizzazione o Movimento per gli affari occidentali (zh. 洋務運動T, 洋务运动S, yángwù yùndòngP) ( c. 1861–1895), fu un periodo di riforme istituzionali radicali avviate in Cina durante la tarda dinastia Qing (1636–1911) in seguito ai disastri militari delle Guerre dell'oppio.

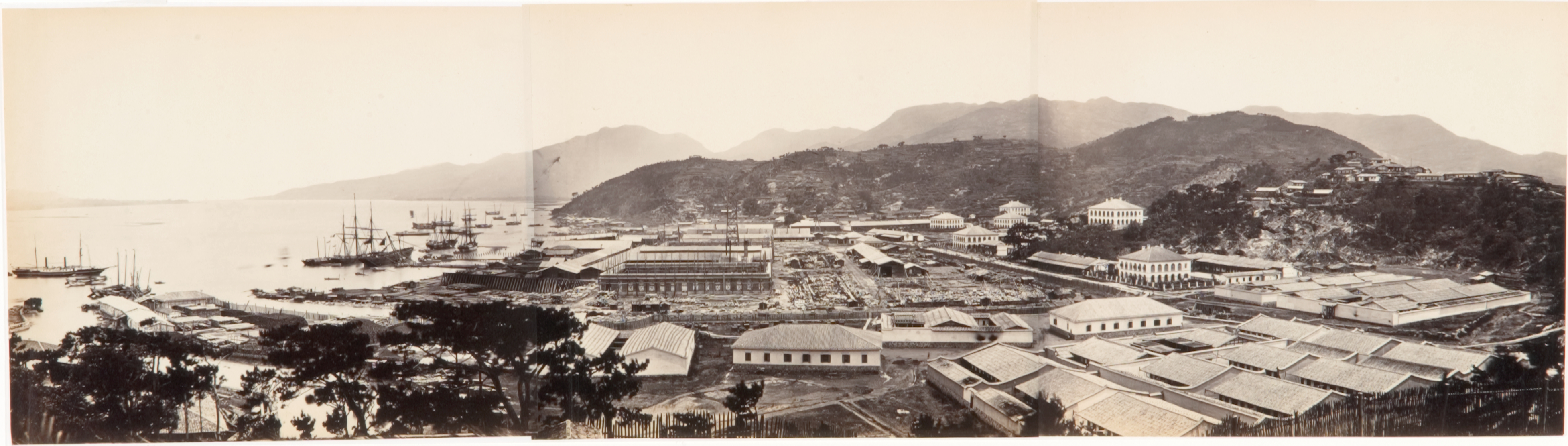
L'Arsenale di Fuzhou, una delle moderne installazioni industriali simbolo del Movimento di autorafforzamento.

L'incendio britannico e francese dell'Antico Palazzo d'Estate nel 1860, mentre gli eserciti ribelli dei Taiping marciavano verso Pechino, costrinse la corte imperiale a riconoscere lo stato di crisi. Il principe Gong fu nominato reggente, Gran Consigliere e capo del neonato Zongli Yamen (un ministero degli affari esteri de facto). Funzionari provinciali di etnia Han, su tutti il capace Zeng Guofan, istituirono milizie private occidentalizzate per combattere i Taiping e una volta sconfitti i ribelli proseguirono nello sforzo d'importare la tecnologia militare occidentale e la conoscenza scientifica dei "barbari" occidentali: fondarono arsenali, scuole e fabbriche di munizioni.
Negli anni 1870–1880, i loro successori usarono le loro posizioni di funzionari provinciali per costruire imprese marittime (e flotte), linee telegrafiche e ferrovie. La Cina compì allora progressi sostanziali verso la modernizzazione della sua industria pesante e militare ma la maggioranza dell'élite al potere restava ancora alla tradizionale visione confuciana conservatrice del mondo e gli "auto-rafforzatori" erano pertanto disinteressati alla riforma sociale oltre l'ambito della modernizzazione economica e militare. Il Movimento garantì la rinascita della dinastia già sull'orlo dello sradicamento, garantendole un altro mezzo secolo di vita. I considerevoli successi del movimento terminarono bruscamente con la sconfitta della Cina nella Prima guerra sino-giapponese (1894–1895). Un altro importante sforzo di modernizzazione noto come ultime riforme Qing iniziò nel 1901 in seguito al fallimento della Riforma dei cento giorni e alle invasioni dell'Alleanza delle otto nazioni.

## Contesto

### Etimologia

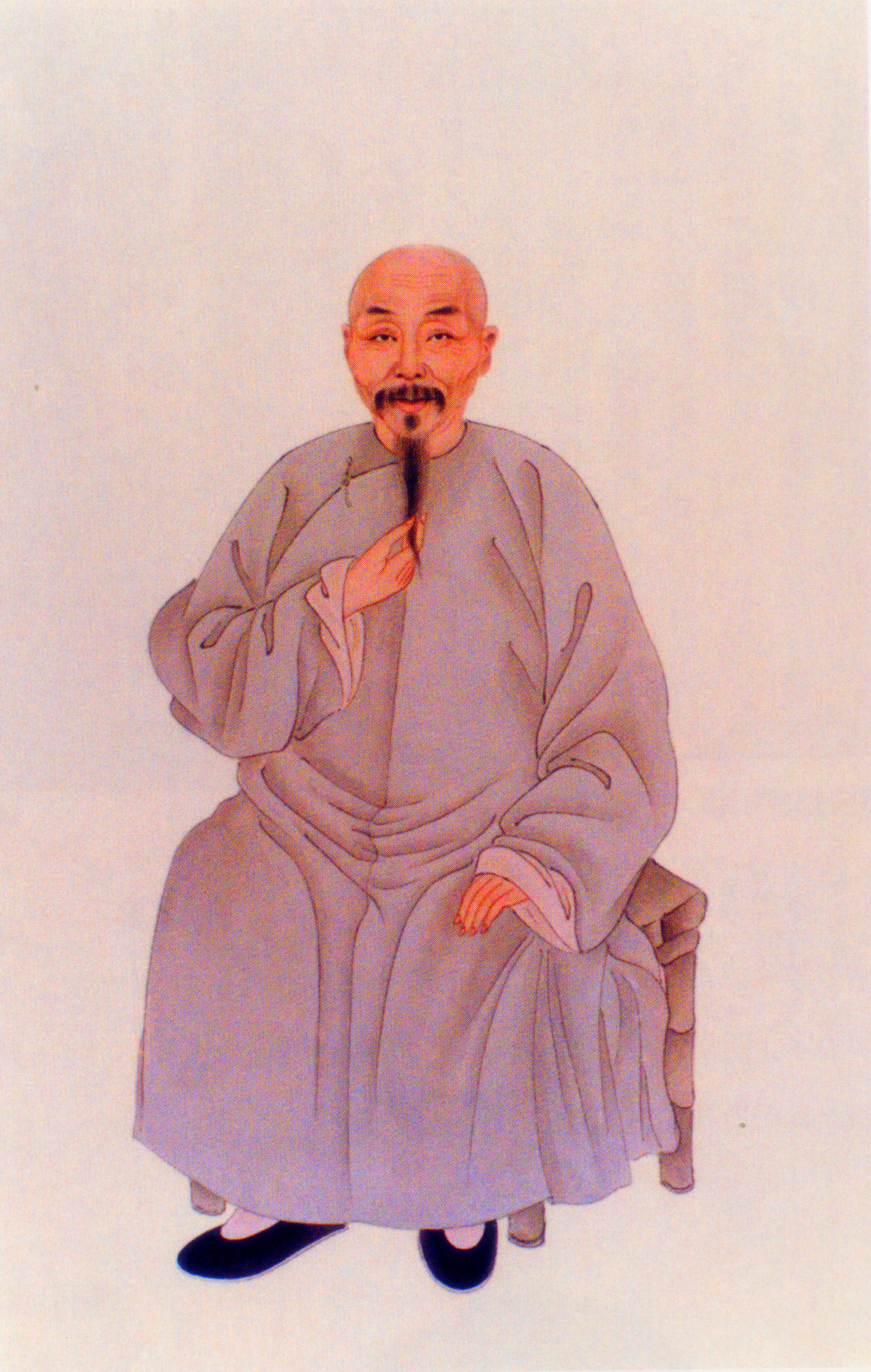
Feng Guifen, coniatore della parola "auto-rafforzamento".

L'uso originale della parola "auto-rafforzamento" deriva dall'antico I Ching: «l'uomo superiore si rende forte.» La stessa frase si incontra in uso dalla dinastia Song del Sud (1127–1279) in riferimento alla gestione della crisi dell'invasione degli Jurchen-Jīn (1115–1234), e ancora dall'imperatore Qing Qianlong (r. 1735–1796), scrivendo che l'auto-rafforzamento era necessario per respingere le aspirazioni straniere.
Al volgere del XVIII secolo, il graduale declino della burocrazia cinese divenne evidente e ci fu un rapido spostamento nell'ideologia degli studiosi confuciani cinesi verso la JingshiP, lett. "Scuola di apprendimento pratico" che sosteneva un approccio pratico nelle questioni di governo e non esitò a sollecitare riforme istituzionali. Questi studiosi arrivarono a cooptare idee dell'antica filosofia legista come il FujiaangP, lett. "Ricchezza e potere statale".
Il primo riferimento letterario al concetto di auto-rafforzamento, inteso quale impellente necessità per la Cina Qing, è attribuito al mandarino Feng Guifen, leader della Jingshi, che lo riporta in una serie di saggi da lui presentati ad un altro mandarino, Zeng Guofan, nel 1861. Feng ottenne esperienza nella guerra comandando un corpo di volontari nella campagna lealista contro i ribelli Taiping (1850–1864). Nel 1860 si trasferì a Shanghai, dove rimase molto colpito dalla tecnologia militare occidentale.
Nei suoi diari, Zeng declinò l'auto-rafforzamento nella modernizzazione tecnologica dell'Impero celeste quale strumento di difesa della sovranità e dell'integrità territoriale della nazione cinese.
Li Hongzhang, discepolo di Zeng, usò il termine in una lettera del 1864 in cui identificava nel divario tecnologico tra cinesi e "barbari" occidentali l'origine della forza che questi ultimi riuscivano allora ad esercitare sul Celeste Impero, sostenendo la necessità impellente d'apprendere tale tecnologia, anzitutto per scopi militari e poi (come espresso in un suo memoriale del 1865) civili.
Altri termini usati per riferirsi al movimento sono Movimento di occidentalizzazione o Movimento per gli affari occidentali.

### Prodromi

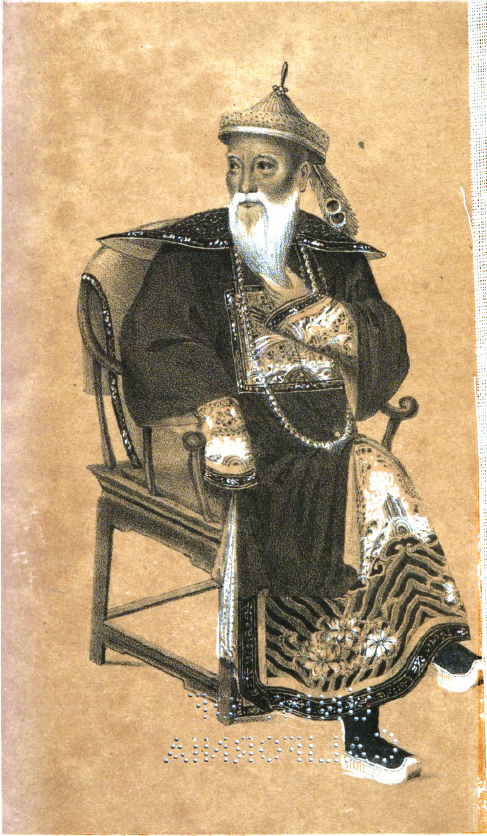
Il commissario Lin Zexu, figura politica di spicco durante le Guerre dell'oppio.

Le riflessioni di alcuni studiosi cinesi come Chen Lujiong (1730), Wang Dahai (1791) e Xie Qinggao (1820) già sposavano l'idea che i paesi occidentali rappresentassero una minaccia per l'Impero cinese causa la loro superiore tecnologia bellica e che tale divario tecnologico dovesse essere colmato sottraendo ai "barbari" il loro innovativo e pericoloso sapere.

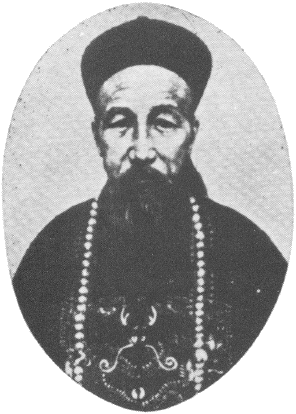
Zeng Guofan - fotografia di data ignota.
Funzionario-letterato confuciano, si distinse nella lotta ai ribelli Taiping creando l'allora sperimentale Esercito Xiang, armato alla occidentale. Servì come viceré di Liangjiang e viceré di Zhili ed è considerato uno dei padri del Movimento di autorafforzamento.

Il funzionario-letterato Wei Yuan, scrivendo a nome del commissario imperiale Lin Zexu alla fine della Prima guerra dell'oppio (1839–1842), durante la quale le cannoniere britanniche avevano fatto scempio delle obsolete giunche da guerra Qing armate di cannoni seicenteschi (es. v.si Seconda battaglia di Chuenpi), sostenne la richiesta di produrre armi e navi di tipo occidentale. Negli anni 1830–1840, altre voci sollecitarono l'impiego della tecnologia bellica occidentale per difendere l'Impero dagli stranieri, oltre a riforme specifiche delle istituzioni tradizionali, es. gli esami imperiali, per supportare la propagazione della nuova tecnologia. Durante la Prima guerra dell'oppio, lo stesso Lin Zexu aveva acquistato alcune centinaia di cannoni e una nave dagli europei.
L'immediatamente successiva guerra civile nota come rivolta dei Taiping (1851–1864) non fu uno scontro primitivo in termini di armamenti: un numero crescente di trafficanti di armi occidentali e commercianti neri vendette infatti ai Taiping armi occidentali quali moderni moschetti, fucili e cannoni. La leadership di Taiping sostenne l'adozione di ferrovie e navi a vapore tra gli altri sviluppi occidentali. Il sopracitato Zeng Guofan, allora un semplice funzionario della provincia dello Hunan, reclutò personalmente una sua milizia gestita privatamente, il c.d. "Esercito Xiang", per combattere i ribelli, procurandosi fondi dai commercianti locali per armare ed addestrare alla occidentale i suoi miliziani. Le forze imperiali comprendevano l'Esercito sempre vittorioso, composto da soldati cinesi guidati da un corpo di ufficiali europei (quali Frederick Townsend Ward e Charles Gordon), rifornito da industrie belliche britanniche come la Willoughbe & Ponsonby.
Entro il 1860, la stragrande maggioranza dei funzionari-letterati cinesi, la casta di burocrati che da secoli amministravano l'Impero, aveva preso coscienza della trasformazione radicale che stava avvenendo nel mondo, proclamavano che tale cambiamento era irresistibile ed irreversibile e sostenevano studi più approfonditi della tecnologia occidentale.
Nel luglio 1861, il principe Qing Gong, rimasto a Pechino a gestire le trattative con le Potenze occidentali che chiusero la Seconda guerra dell'oppio (1856–1860) mentre suo fratello maggiore, l'imperatore Qing Xianfeng (r. 1850–1861), riparava nella Località montana di Chengde utilizzata dalla dinastia come luogo di vacanza, dichiarò di aver ricevuto l'approvazione della Corte per l'acquisto di armi straniere per l'auto-rafforzamento, segnando il concreto avvio del Movimento.

## Storia
La storia del Movimento di autorafforzamento è convenzionalmente divisa in tre fasi: 1861–1872, 1872–1885 e 1885–1895.

### Prima fase (1861–1872)

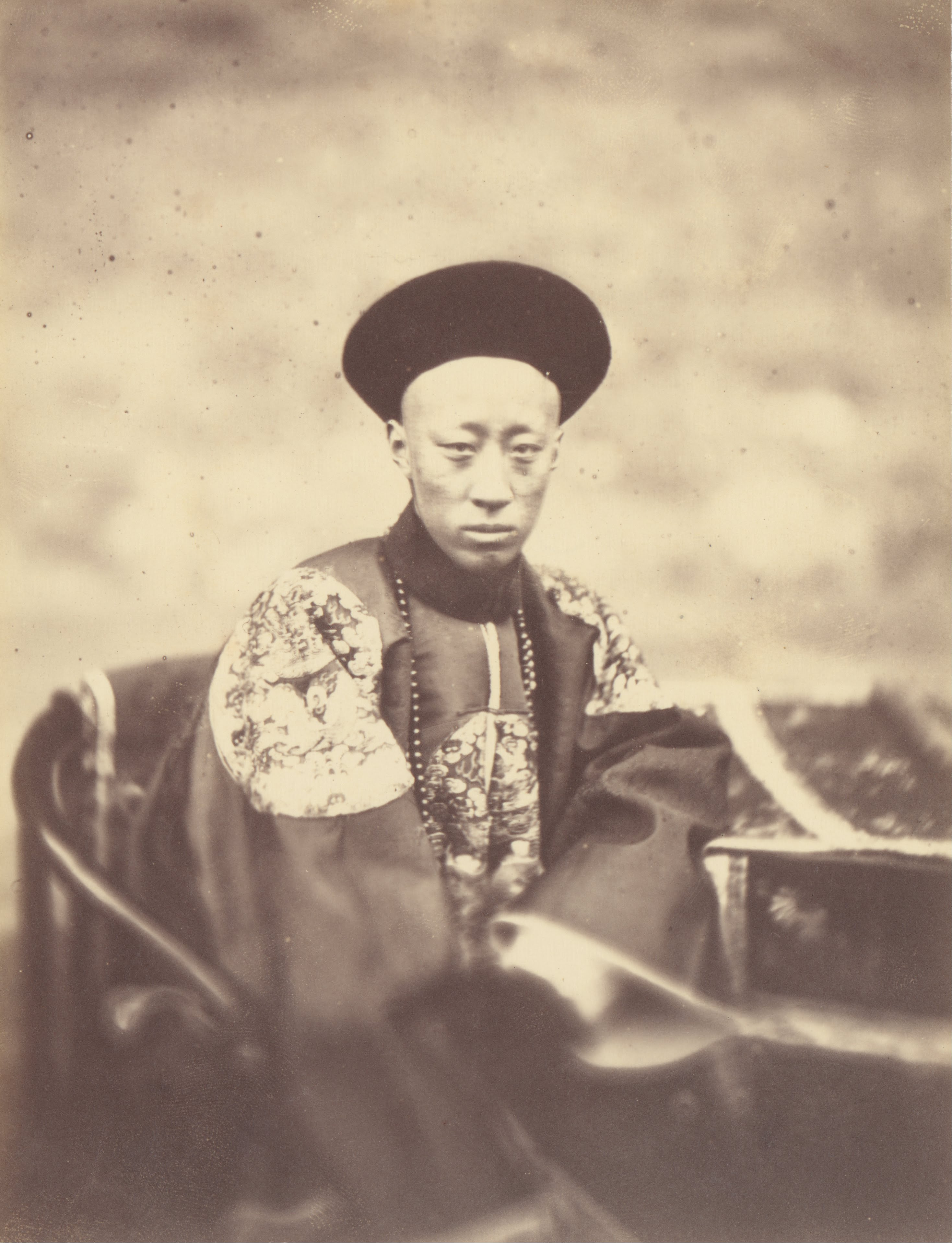
Il principe Qing Gong - fotografia del 1860.
Figlio dell'imperatore Qing Daoguang (r. 1820–1850), reggente (1861–1865) per l'imperatore Qing Tongzhi (r. 1861–1875), promosse con Cixi la c.d. "Restaurazione Tongzhi" e lavorò alacremente all'ammodernamento della Cina Qing.

La prima fase del Movimento, durata dal 1861 al 1872, si sovrappose grosso modo alla c.d. "Restaurazione Tongzhi" (zh. 同治中興T, 同治中兴S, Tóngzhì ZhōngxīngP, T'ung-chih Chung-hsingW; c. 1860–1874) promossa in seno al governo ed alla dinastia stessa dei Qing dal principe Gong (r. 1861–1865) e dall'imperatrice vedova Cixi (r. 1861–1872, 1875–1889 e 1898–1908), nominatisi reggenti per conto dell'imperatore-fanciullo Qing Tongzhi (r. 1861–1875) dopo aver eliminato i reggenti inizialmente incaricati da Xianfeng (v.si Colpo di stato Xinyou), prematuramente spentosi in agosto, si concentrò su: (i) adozione della tecnologia occidentale (anzitutto armi da fuoco, poi macchinari e conoscenze scientifiche); (ii) riorganizzazione dei rapporti con gli Occidentali tramite nuovi uffici preposti; e (iii) formazione di nuovo personale tecnico e diplomatico tramite apposite scuole.

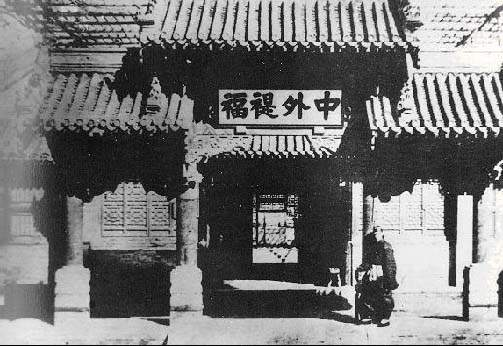
Cancello anteriore dello Zongli Yamen, il ministero degli affari esteri de facto durante il Movimento di autorafforzamento.

Il nuovo ufficio per la gestione dei rapporti con i "barbari" fu lo Zongli Yamen (zh. 總理衙門T, 总理衙门S, Zǒnglǐ YáménP, Tsung3-li3 Ya2-men2W), fondato da Gong l'11 marzo 1861 dopo la Convenzione di Pechino e da lui presieduto con altri quattro ufficiali mancesi tra cui il diplomatico Wenxiang. Lo Zongli Yamen aveva uno status formale relativamente basso nella gerarchia amministrativa dei Qing e i suoi membri ricoprivano, in concomitanza, altri incarichi governativi, il che indebolì la sua posizione quale organo ufficiale di potere.
La 同文館T, 同文馆S, Tongwen GuanP, lett. "Scuola dell'insegnamento combinato" fu fondata nel 1862 per comune intesa di Gong e Wenxiang: sotto l'iniziale direzione del vescovo John Burdon (1861–1863), offriva corsi di lingua inglese, francese, russo e tedesco per formare i diplomatici Qing destinati ad interagire con gli occidentali nello Zongli Yamen. Il già citato Li Hongzhang fondò nel medesimo anno e di propria iniziativa una scuola di lingue similare a Shanghai ed altre furono poi fondate a Canton (1863) e a Fuzhou (1866). Tutti questi istituti divennero poi veicolo di più pionieristici insegnamenti occidentali e già nel 1867 corsi di astronomia e matematica furono aggiunte al programma della Tongwen Guan.
I funzionari-letterati cinesi erano ora dominati dal desiderio di mantenere relazioni pacifiche con le potenze occidentali secondo i canoni di "fiducia", "fedeltà", "dolcezza" e "pazienza", e persuasero l'opinione pubblica cinese ad accettare la presenza occidentale nelle città portuali ov'era divenuta normale dopo la stipula dell'umiliante Trattato di Nanchino (1842) e l'apertura dei c.d. "Treaty ports" (it. "Porti del trattato"). Ciò non significò, comunque, che i Qing si mostrarono indulgenti nei confronti di eventuali attività straniere non coperte dai trattati; tutt'altro.
Dopo la Prima guerra dell'oppio (1839–1842), i giornali occidentali iniziarono ad essere tradotti in cinese come mezzo per ottenere informazioni sull'Occidente e, dopo il 1851, lo stesso si fece con i libri occidentali. Tutti questi sforzi furono guidati e coordinati dal Tongwen Guan e dall'Arsenale Jiangnan ed i loro frutti distribuiti in tutta la Cina: es. il solo Arsenale Jiangnan tradusse un totale di 143 libri occidentali nel periodo 1868–1879. L’entusiasmo intellettuale cinese per la scienza occidentale aumentò vertiginosamente in questo periodo.

#### I Sovrintendenti al Commercio

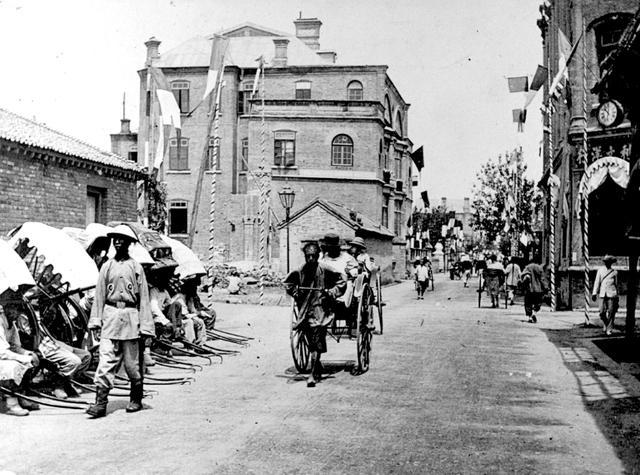
Scorcio delle strade di Tientsin ad inizio XX secolo.

In seguito ai c.d. "Trattati ineguali" con le potenze occidentali, dei quali il Trattato di Nanchino (1842) era stato il precursore, i due porti di Tientsin e Shanghai furono aperti al commercio occidentale, segnando la fine del vecchio Sistema di Canton tramite il quale i Qing aveva tentato di arginare l'afflusso europeo nel Settecento. Due uffici, il "Sovrintendente al Commercio per i porti del sud" e il "Sovrintendente al Commercio per i porti del nord", furono allora creati per amministrare traffici, affari ed eventuali problemi con gli Occidentali nei Treaty ports.
Ufficialmente nati per gestire le nuove relazioni commerciali con gli occidentali, questi due nuovi uffici avevano una ragion d'essere più complessa. Dovevano circoscrivere alla loro sfera amministrativa tutti i rapporti (e i problemi) diplomatici con gli stranieri, sgravandone il governo di Pechino. L'autorità dei Sovrintendenti arrivò così ad includere anche la supervisione di tutte le nuove imprese che utilizzano conoscenze e personale occidentali, facendone, de facto, i coordinatori della maggior parte degli sforzi del Movimento di autorafforzamento.
Non stupisce quindi che l'intraprendente Li Hongzhang, già condottiero e fondatore di scuole ed imprese, fu nominato (o si fece nominare) Sovrintendente al Commercio per i porti del nord a Tianjin dal 1870. Li riuscì allora ad assumere un potere ed un'influenza che gli permisero di avocare a sé le funzioni dello Zongli Yamen, interponendosi nelle comunicazioni tra la Corte e i diplomatici stranieri e facendo sì che le stesse avvenissero sotto gli auspici del Movimento.
In questa fase del Movimento si cominciò anche a lavorare sulla redazione di nuovi trattati che sarebbero poi entrati in vigore per arginare i danni dei Trattati ineguali.

#### Il Servizio doganale marittimo

Robert Hart, il secondo e più celebre ispettore generale del Servizio doganale marittimo imperiale.

Un cittadino britannico, Horatio Nelson Lay, fu nominato ispettore generale del Servizio doganale marittimo imperiale (zh. 大清皇家海關總稅務司T, 大清皇家海关总税务司S, ZǒngshuìwùsīP, lett. "Servizio doganale ed erariale del Grande Qing"). L'ufficio, istituito nell'aprile 1861, s'era evoluto dall'Ispettorato delle dogane, sempre di direzione estera, fondato nel 1854, che aveva avuto origine nel sistema provvisorio istituito nel 1853 dalle potenze straniere. Ciò fu reso possibile dal crollo dell'autorità governativa Qing a Shanghai causa l'avanzata dei ribelli Taiping. L’ufficio era stato progettato per riscuotere eque tariffe e nuove entrate per la Corte dalle quote d'importazione di beni stranieri ma l'incarico era impraticabile per i funzionari cinesi ora impossibilitati ad imporre la loro autorità sugli stranieri. Il compito principale di Lay fu d'esercitare una sorveglianza su tutti gli aspetti delle entrate marittime e di supervisionare gli ispettori cinesi che riscuotevano le entrate nei vari Treaty ports. Più che un’innovazione, dunque, la semplice istituzionalizzazione di un sistema fattuale attivo dal 1854.
Alla seconda metà del XIX secolo, la Cina era stata pesantemente sfruttata dagli stranieri grazie al Servizio doganale marittimo tramite il tariffario su oppio e altri beni, diritti di navigazione interna, colonie, concessioni territoriali ed extraterritoriali. Il Servizio assicurò comunque al governo cinese una fonte affidabile e crescente di nuove entrate che passarono da 8,5 milioni di tael d'argento nel 1865 a 14,5 milioni nel 1885. Le entrate doganali permisero alla Cina di pagare le indennità imposte dalla Convenzione di Pechino (1860) che aveva chiuso la Seconda guerra dell'oppio (1856–1860). Fornì anche parte dei suoi ricavi (forse tutti) alle nuove imprese come la Tongwen Guan di Pechino, gli arsenali Jiangnan e Xingu, il cantiere navale di Fuzhou e la Missione Educativa negli Stati Uniti (v.si seguito). Il servizio doganale svolse anche un ruolo importante nel controllo del contrabbando, promosse la mappatura moderna della costa cinese e permise l'installazione di fari, segnali e altri moderni ausili alla navigazione marittima.
A seguito di un conflitto con il governo cinese riguardo l'uso di unità navali britanniche per sopprimere la ribellione dei Taiping, Lay fu sostituito da Sir Robert Hart nel 1863. Hart cercò di fare di più che garantire che il servizio doganale fornisse un flusso costante di entrate ai Qing, proponendo riforme che avrebbero contribuito all’auto-rafforzamento: l’istituzione di una zecca e di un ufficio postale nazionale, l'organizzazione di una moderna flotta, ecc. Nessuna delle sue idee fu però accettata perché la Corte non era disposta a consentire agli stranieri di svolgere un ruolo attivo nel Movimento di autorafforzamento.

#### L'avvio della modernizzazione militare

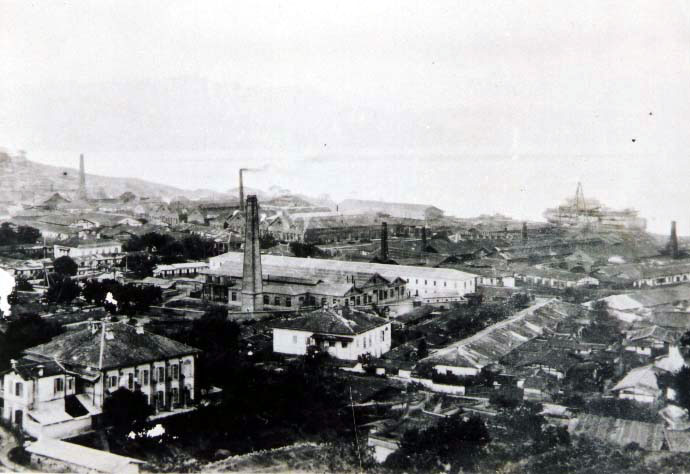
L'Arsenale di Fuzhou nel distretto di Mawei, Fuzhou, Fujian.

La nave da guerra cinese Yangwu, costruita nell'arsenale di Fuzhou nel 1872.

L'obiettivo più importante del Movimento era lo sviluppo dell'industria bellica nazionale (arsenali militari e cantieri navali per la flotta) ma gli ostacoli erano molteplici.
Il Movimento era anzitutto promosso e guidato da governatori regionali e viceré come Zeng Guofan che, con gli sforzi di Yung Wing, istruito in Occidente, fondò l'arsenale di Shanghai, Li Hongzhang che costruì gli arsenali di Nanchino e Tianjin e Zuo Zongtang che costruì il cantiere navale di Fuzhou. Gli arsenali furono istituiti con l'aiuto di consiglieri e amministratori stranieri, come Léonce Verny che contribuì a costruire l'arsenale di Ningbo nel 1862–1864, o l'ufficiale di marina francese Prosper Giquel che diresse la costruzione dell'arsenale di Fuzhou nel 1867–1874. Zeng e Li collaborarono poi per costruire l'arsenale Jiangnan. In questi arsenali e cantieri navali furono istituite scuole per lo studio delle abilità meccaniche e della navigazione sotto la direzione di consiglieri stranieri. Frutto della volontà e dell'operato di uomini potenti e politicamente indipendenti, tutte queste fondazioni non furono coordinate né direttamente volute ma solo accettate dal governo centrale, privando così, sul nascere, la messa in opera degli obiettivi del Movimento d'una efficace compartecipazione e collaborazione tra Centro e Periferia.
La presenza poi della sponsorizzazione (successiva) del governo contaminava la neonata, moderna industria bellica dei mali tipici della burocrazia imperiale: inefficienza e nepotismo. Molti membri del personale amministrativo cinese erano titolari di sinecure stipendiati non per meriti ma grazie alla loro influenza.

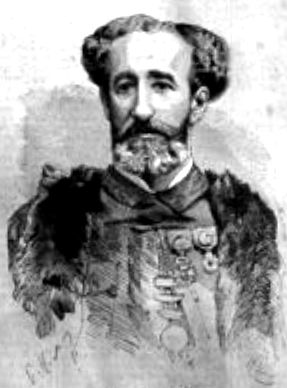
Il francese Prosper Giquel, costruttore dell'Arsenale di Fuzhou.

La modernizzazione bellica fu un processo lungo, complesso e costoso. Consideriamo ad es. la richiesta di Li Hongzhang di produrre nell'arsenale di Jiangnan fucili a retrocarica tipo Remington: la produzione iniziò nel 1871, rilasciando, nel 1873, 4.200 fucili che risultarono più costosi e qualitativamente inferiori dei fucili Remington importati! Lo stesso valga per i cantieri navali cinesi ammodernati: consumavano la metà del reddito annuale dell'arsenale ma le navi costruite erano almeno due volte più costose delle navi britanniche di riferimento. La mancanza di risorse materiali e umane si rivelò un problema formidabile ed il programma finì per dipendere fortemente da competenze e materiali stranieri. L'inevitabile crescita del numero di dipendenti stranieri rese però inevitabile l'aumento dei costi, né i funzionari cinesi furono in grado di comprendere quanto effettivamente i tecnici e consulenti stranieri da loro assunti fossero competenti. Anche il lassismo negli appalti contribuì all'aumento dei costi, permettendo il proliferare dell'endemica corruzione, sia nei contratti di costruzione sia nella distribuzione dei salari.
Oltre all'industria bellica, anche l'esercito Qing fu riformato, questa volta dalla Corte, non da funzionari-autocrati delle province, che aveva investito risorse importanti in attrezzature militari e programmi d'addestramento occidentali e s'era riservata l'onere di formare un nuovo esercito.
Nel 1862, la corte imperiale iniziò l'addestramento della Peking Field Force, un'unità di 30.000 soldati armati e addestrati in occidente selezionati tra gli uomini delle Otto Bandiere. Il progetto fu affidato da Cixi a Wenxiang ed al principe Chun. A causa della carenza di reclute manciù capaci, gli sforzi di riforma si concentrarono allora sulle forze di etnia Han del Grande Stendardo Verde i cui numeri enormi andavano anzitutto ridotti e le armi, tattiche e quadri di comando modernizzati. Anzitutto si ridussero gli effettivi ed il risparmio nei salari servì per potenziarne gli armamenti. Si modificarono le procedure interne per garantire un mandato più lungo ai comandanti, dotarli dell'autorità necessaria a rimuovere i subordinati insoddisfacenti. Fu inoltre modificato il tradizionale sistema di reclutamento permettendo all'esercito di reclutare chiunque e non solo il personale di famiglie "militari". Le forze riqualificate dello Stendardo Verde furono ribattezzate Lianzhun (truppe riqualificate). Alcune vecchie unità furono invece integrate nelle forze dei comandanti dell'esercito Huai modernizzato. Il generale Huai Zhou Shengchuan, esperto in armamenti occidentali, sostenne l'acquisto e l'addestramento all'uso delle mitragliatrici Gatling, dei cannoni Krupp e dei fucili Remington o Snyder, tanto quanto l'adozione della medicina occidentale, l'introduzione delle ferrovie e della telegrafia e delle moderne tattiche di combattimento come il tiro da sdraiati e gli assalti notturni.

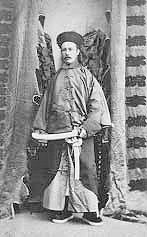
Il celebre ufficiale britannico Gordon in abiti cinesi.

Nel 1872, l'ambasciatore statunitense in Cina, Frederick Low, così descrisse l'allora organizzazione militare delle forze cinesi: «Con l'eccezione delle truppe dentro Pechino e nelle sue immediate vicinanze, le forze militari imperiali sono costituite da eserciti separati, formati e organizzati e praticamente controllati dai vari alti ufficiali provinciali dei quali ciascun viceré è ritenuto responsabile, dal governo imperiale, per fornire una quota adeguata di truppe per mantenere l'ordine all'interno della propria giurisdizione e, in caso di estrema emergenza, per aiutare a reprimere un'insurrezione o respingere un'invasione nelle altre province. Teoricamente, tutti gli ufficiali sono direttamente nominati dall'Imperatore ma praticamente sono selezionati dai diversi viceré e le cui nomine sono solo approvate dal governo centrale. Attualmente, tutti gli stranieri addetti all'istruzione delle truppe nell'arte della guerra sono soggetti all'autorità e al controllo provinciale. Sono, in termini di grado e posizione, poco più che sergenti-istruttori, posizione non degradante ma certo non onorevole. Perfino il generale Ward e il colonnello Gordon, impiegati per contribuire a reprimere la ribellione dei Taiping, furono assunti e pagati dal viceré di Nanchino, con il governo centrale che conferì loro una posizione imperiale tacita ma non reale.» A questo proposito, Charles Gordon preferì sempre fornire assistenza allo Yong Ying regionale piuttosto che al governo centrale «senza speranze». Dopo il suo ritorno in Inghilterra, i successivi istruttori britannici assunti dai cinesi per tramite del consolato britannico in Cino furono incompetenti e trascurarono i loro compiti.
Una scuola per la marina fu fondata a Fuzhou nel 1866, sotto Zuo Zongtang. Sia le scuole di formazione tecnica sia di formazione ufficiali furono istituite nel cantiere nel 1867.

#### L'avvio della modernizzazione politica
Nel 1864, Li Hongzhang presentò proposte per aggiungere agli esami imperiali materie inerenti la tecnologia occidentale per far sì che le nuove generazioni di funzionari-letterati vi si focalizzassero. Una proposta simile era stata già avanzata da Feng Guifen nel 1861 e Ding Richang fece lo stesso nel 1867, perorando l'insegnamento della matematica e delle scienze occidentali. Scherzando, Li si descrisse come intento a «cambiare i modi cinesi attraverso i modi barbari», pertanto, conscio che la Cina stava affrontando il più grave sconvolgimento degli ultimi 3.000 anni, il suo sostegno all’apprendimento tradizionale fu assai superficiale.

### Seconda fase (1872–1885)
Nel 1870, numerosi stranieri furono uccisi durante le rivolte a Tianjin, incidente che inasprì le relazioni sino ad allora stabili dell'Impero Qing con gli Occidentali e chiuse la Prima fase del Movimento di Autorafforzamento. Nel corso della seconda fase, Li Hongzhang assunse un ruolo egemone nel Movimento, svolgendo un ruolo cardine nell'avviarne e sostenerne molte delle più importanti iniziative tanto che alla sua egida si riconduce il 90% degli allora progetti di modernizzazione.

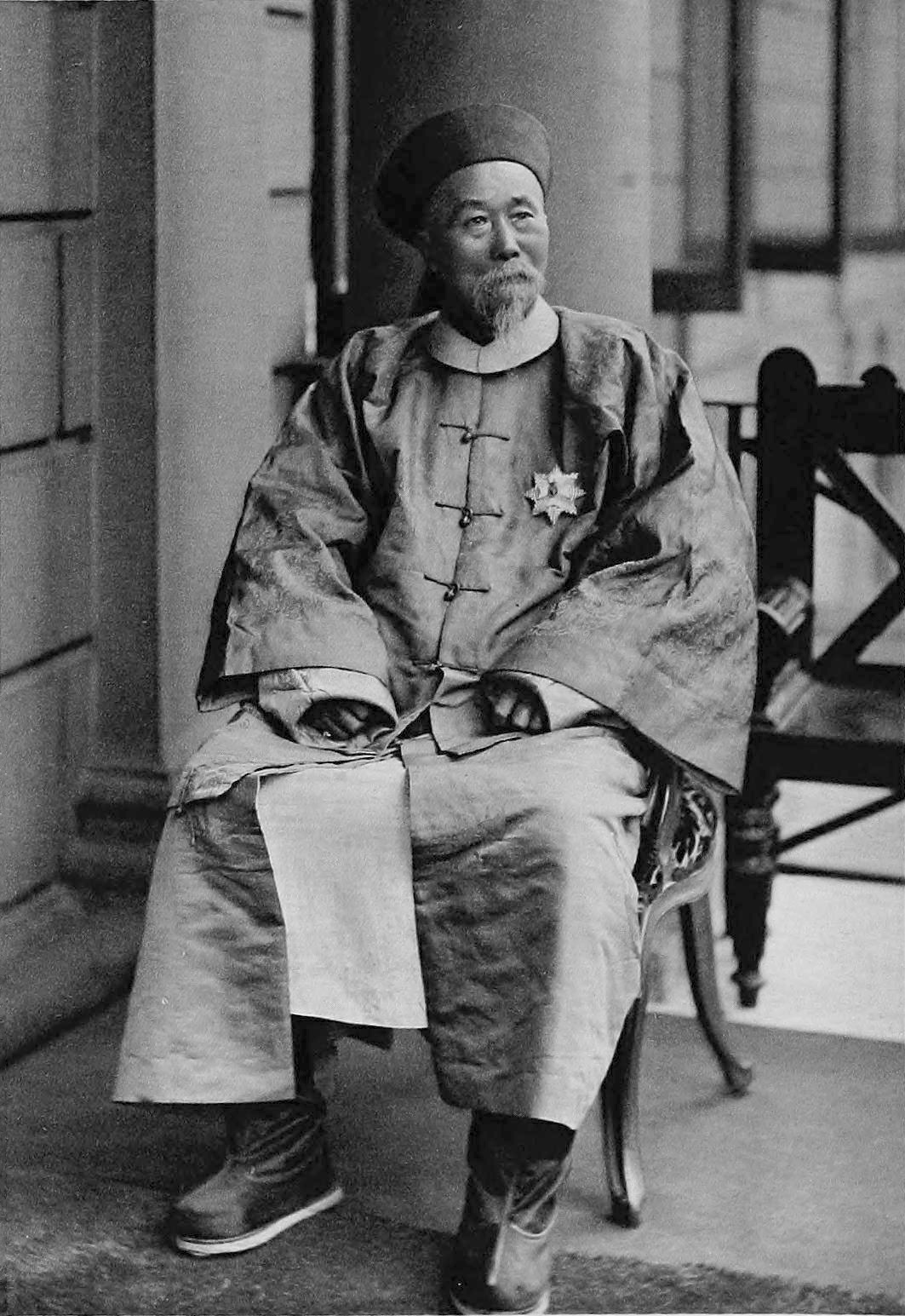
Li Hongzhang - fotografia del 1896.
Comandante dell'Esercito Huai e della Flotta del Pei-yang, Sovrintendente del commercio del Pei-yang, viceré di Zhili, figura trainante del Movimento di autorafforzamento e politicamente preminente nella Cina degli anni 1860-1890.

Durante questa fase, un'attenzione crescente venne riservata all'economia dell'Impero (il commercio, l'industria e l'agricoltura) per creare ricchezza che lo rafforzasse. Fu un passo concettualmente molto significativo per i cinesi, legati ad un sistema economico prettamente agricolo, e per il loro governo, del tutto nuovo ad investimenti nelle industrie moderne quali il trasporto marittimo, le ferrovie, l’estrazione mineraria e la telegrafia.
Il governo Qing creò allora "imprese mercantili controllate dal governo", gestite da commercianti ma supervisionate da funzionari imperiali, il cui capitale proveniva da fondi privati solo in alcuni casi sussidiati dal governo: es. la Compagnia cinese dei mercantili a vapore (1872), l'impresa mineraria di Kaiping (1877), l'Amministrazione telegrafica imperiale (1881) e il cotonificio di Shanghai (1882).
A causa della supervisione statale, però, queste imprese non scamparono ai mali tipici della burocrazia Qing: nepotismo, corruzione e pigrizia. I gestori trovarono poi il modo di dirottarne/falsarne i profitti per ridurre o evitare i prelievi e le esazioni ufficiali. Inoltre, queste compagnie monopolizzarono gli affari nelle rispettive aree, scoraggiando una sana concorrenza privata e finendo così, paradossalmente, per ostacolare lo sviluppo economico anziché promuoverlo. Nonostante le sue inefficienze economiche, la combinazione commerciante-burocrate rimase però lo strumento principe per avviare imprese industriali nella Cina dell'Autorafforzamento.
Allertato dalla tendenza dei commercianti cinesi a investire in affari esteri, Li Hongzhang sfruttò la sua posizione di viceré di Zhili per garantire supporto "governativo" agli imprenditori cinesi contro la concorrenza delle imprese straniere.

In questo senso, la sopracitata Compagnia cinese dei mercantili a vapore fu un virtuoso esempio d'impresa sinica che seppe riportare sotto controllo cinese un settore fondamentale per l'economia, il controllo del traffico marittimo. Mosso anzitutto dalla necessità di una flotta civile che supportasse con i suoi proventi le sue semi-private forze armate, Li assegnò gestione e capitale dell'impresa a capaci comprador cinesi che ne detennero l'80% delle quote, estromettendo il rischio di raccomandati ufficiali corrotti inviati da Pechino. Tra il 1872 ed il 1877, la compagnia passò da una flotta di quattro ad una di ventinove navi a vapore, superando di misura le 5-6 navi delle rivali occidentali Jardine Matheson e Butterfield-Swire.

Piani simili furono elaborati per le miniere di carbone e di ferro e per gli stabilimenti tessili: nel 1876, Shen Baozhen riuscì ad avviare la costruzione della miniera di carbone di Keelung a Taiwan, la prima moderna miniera di carbone della Cina, per alimentare il cantiere navale di Fuzhou.

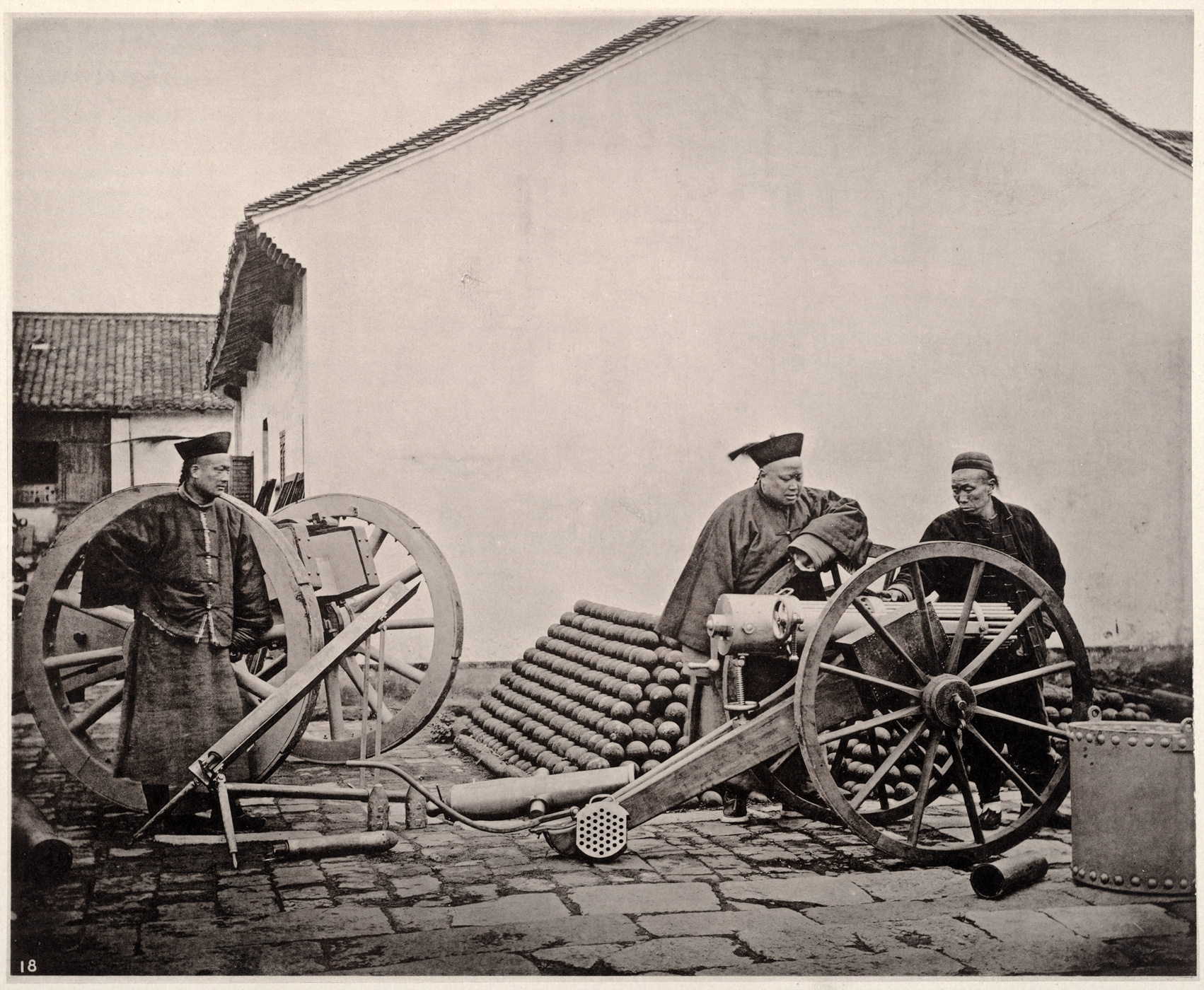
Ufficiali cinesi Qing con una mitragliatrice Montigny presso l'Arsenale di Jinling a Nanchino, costruito da Li Hongzhang nel 1872.

Li Hongzhang, in un memoriale del 1874, presentò il concetto di 洋學局T, lett. "Ufficio dell'apprendimento occidentale" nelle province costiere, alla cui partecipazione doveva essere accordato l'onore dei diplomi imperiali. Li ampliò l'arsenale di Tianjin, fondò una scuola di scienze occidentale e inviò cadetti in Germania. Ding Richang e Shen Baozhen implementarono piani simili anche nella Cina del Sud con gli arsenali di Nanchino e Jiangnan. Le scuole governative cinesi a Pechino, il Fuzhou Navy Yard e l’Arsenale di Jiangnan avevano iniziato a insegnare la matematica occidentale, materia individuata come fulcro della superiorità tecnologica dei "barbari". Nel 1872 e nel 1874, Shen Baozhen si fece nuovo tedoforo della richiesta alla Corte d'includere negli esami imperiali la matematica occidentale ma la proposta fu nuovamente respinta poiché il numero di candidati in possesso delle nuove conoscenze era ancora troppo esiguo per giustificare una sessione d'esame. Shen propose allora che gli studenti del Tongwen Guan più meritevoli in matematica potessero essere nominati direttamente allo Zongli Yamen come se fossero diplomati imperiali. In ultimo, Shen propose anche l'abolizione degli esami militari su armi obsolete quali l'arco.
Oltre al suo impegno in campo scolastico, Shen Baozhen, come Li Hongzhang, promosse importanti cantieri come la linea telegrafica, la prima linea costruita dai cinesi in Cina, da Fuzhou a Taiwan, passante per Mawei e Xiamen, ma a causa dell'inganno della compagnia danese incaricata di costruire la linea, il progetto finì sotto controllo straniero, divenendo una minaccia alla sovranità Qing poiché consentì ai "barbari" di gestire, in Cina, una via di comunicazione più rapida di quella in uso ai cinesi stessi. Le linee furono poi smontate e rimontate a Taiwan per fungervi da sistema di comunicazione dell'avamposto.

#### Educazione e addestramento militare moderno
Durante la Seconda fase del Movimento fu istituito un moderno sistema d'istruzione militare e fu promossa una nuova strategia di difesa nazionale.

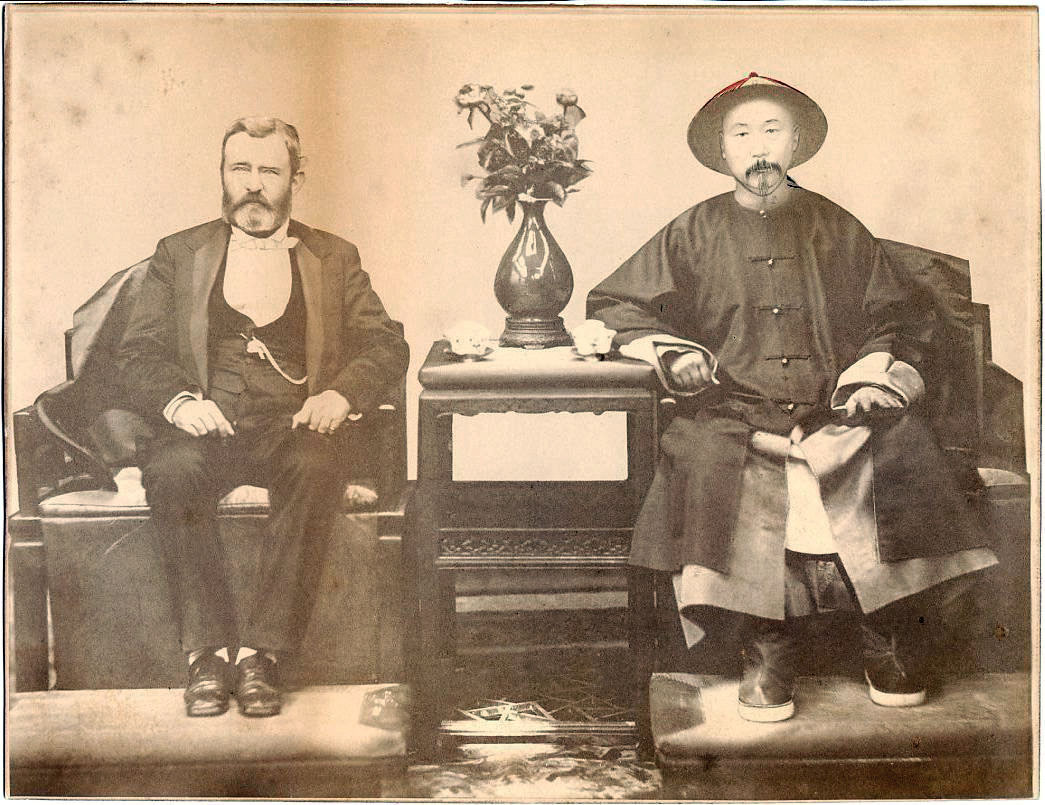
Li Hongzhang con l'ex-presidente Ulysses S. Grant - fotografia del 1879.

La Missione Educativa Cinese (1872–1881) fu lanciata sotto l'onnipresente patrocinio di Li Hongzhang nel 1872. Uno dei suoi obiettivi era iscrivere i cadetti cinesi all'Accademia militare statunitense di West Point e all'Accademia navale statunitense di Annapolis, in conformità agli accordi del Trattato di Burlingame, un accordo tra Cina e Stati Uniti del 1868 che emendava i Trattati di Tientsin del 1858, ma l'iniziativa fallì (1881) sia per il rifiuto degli istituti statunitensi di ammettere i cadetti Qing sia per l'opposizione dell'ala conservatrice della Corte.
L'idea di modificare i protocolli d'addestramento della marina principiò nel 1872. L'allora Ministro della Marina e delle Flotte, Shen Baozhen, suggerì di avviare programmi di tirocinio per gli ufficiali. Causa la mancanza di fondi, la proposta non ebbe seguito immediato ma già l'anno dopo (1873) il governo se interessò, avendo i ministri ormai compreso l'importanza per l'impero di una marina moderna e la necessità di migliorare le competenze di navigazione. Nel 1875, un gruppo di cadetti del Fuzhou Navy Yard fu inviato in Francia e Inghilterra per approfondimenti. Supportato da Li Hongzhang e Zuo Zongtang, nel 1877 Shen scelse 30 tirocinanti e li inviò in Gran Bretagna e Francia per terminare il loro addestramento. Questo piano fu alla base della formazione della flotta del Pei-yang, destinata a divenire nel breve termine la più grande flotta dell’Asia orientale. Altri cadetti partirono per l'Estero nel 1882 e di nuovo nel 1886.
Il governo cinese considerava l’adeguamento dei suoi programmi d'istruzione a quelli occidentali moderni una necessità e fondamentale, per la parte militare, fu l'operato di Li Hongzhang in quest'ambito: es. sin dal 1872, mentre Shen patrocinava la medesima iniziativa per la marina, Li inviò un gruppo di ufficiali dell'esercito Qing in Germania per approfondimenti presso l'Accademia militare di Berlino. L'ambito militare non fu però il solo nel quale il governo Qing scelse d'ammodernare il suo sistema scolastico. Molte missioni scolastiche estere, in Giappone, negli Stati Uniti e in Germania, vennero promosse ed organizzate per apprendere la scienza moderna e colmare il divario tra l'Impero ed i paesi "barbari" più sviluppati quanto più rapidamente possibile.
Un'altra accademia navale fu aperta a Tianjin nel 1880 grazie agli sforzi di Li Hongzhang.
Il contraltare di tutti gli sforzi sin qui descritti fu però la forte ritrosia, da parte di un gruppo anche consistente di alti ufficiali dell'esercito Qing, a centralizzare in modo sistematico le innovazioni promosse e implementate da Li Hongzhang e compagni. Taluni ufficiali non solo rifiutarono di aggiornare le loro conoscenze ma si opposero a che le loro truppe fossero modernamente addestrate: le esercitazioni di tiro con il fucile seguitarono ad essere condotte all'ormai inadeguata distanza di 50 piedi; quelle con le pistole erano rare; la maggior parte delle truppe Qing seguitava ad esercitarsi nell'uso della lancia; ecc.

#### La Crisi del Ili e la Guerra sino-francese
Durante la c.d. "Crisi del Ili", quando la Cina Qing e la Russia Romanov rischiarono un conflitto di ampia portata causato dall'occupazione russa del corso del Ili, l'ufficiale britannico Charles George Gordon fu inviato a Pechino dalla Gran Bretagna come consigliare militare. I Qing seppero allora costringere lo Zar a cedere il territorio conteso con il Trattato di San Pietroburgo (1881), in quella che fu ampiamente vista dall'Occidente come una vittoria diplomatica cinese motivata dalla percezione russa della Cina come una seria minaccia militare. Ai Romanov non erano sfuggiti gli ammodernamenti delle armi cinesi nelle zone interessate dalla crisi né le migliaia di fucili Mauser acquistati da Pechino. Nel 1880 enormi quantità d'equipaggiamento militare furono spedite via mare in Cina da Anversa: siluri, artiglieria e ben 260.260 fucili. Non fu poi sottovalutata la questione dei Kirghisi, una etnia musulmana favorevole ai cinesi in lotta con i coloni russi pronta a sollevarsi contro Mosca alle prime avvisaglie di un conflitto sino-russo. Queste considerazioni, unitamente alle problematiche causate dal Congresso di Berlino (1878) e allo stato negativo dell’economia domestica, spinsero lo Zar al negoziato ed alla finale restituzione della maggior parte del Ili alla Cina.

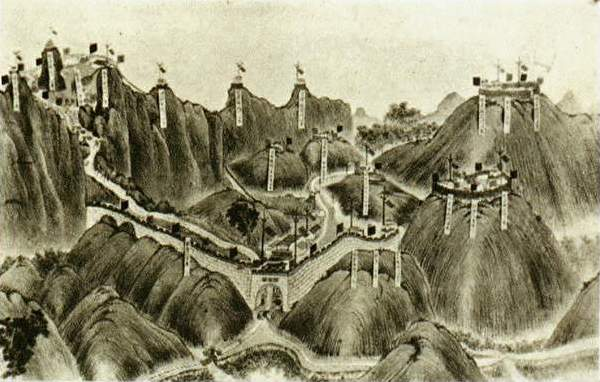
Fortificazioni cinesi al passo di Zhennan, teatro della Battaglia di Bang Bo (23-24 marzo 1885) nella quale le forze cinesi di Pan Dingxin sconfissero i francesi di François Oscar de Négrier.

L'esercito Huai riuscì ad affrontare le forze francesi in combattimento a Taiwan, durante la Guerra sino-francese (1884–1885). Quando i francesi tentarono d'impadronirsi dei forti Keelung di Taiwan e di attaccare vicino a Tamsui, furono respinti dai soldati Huai. I francesi furono sconfitti anche nella battaglia di Bang Bo e nella battaglia di Phu Lam Tao, causando un così forte imbarazzo a Parigi da stroncare il mandato e la carriera del Primo ministro Jules Ferry e da spingere la Camera dei Deputati a soli tre voti dal ritiro dal Vietnam.

#### L'esercito della Manciuria
Nel 1884, mentre la Cina combatteva lungo in Indocina, fu pianificata la creazione d'un esercito in Manciuria per la difesa della regione: 10.000 uomini per provincia (30.000 in totale) da arruolare ed addestrare per un anno ogni anno per una forza combattente complessiva di 300.000 uomini. La messa in opera del progetto fu purtroppo deludente ed i coscritti si rivelarono numericamente insufficienti: Wu Dacheng, il generale incaricato di organizzare quest'esercito, reclutò solo 170.000 effettivi di cui solo 15.000 effettivamente pronti al combattimento.
Queste poche truppe mancesi furono comunque notate dai Giapponesi e dai loro osservatori valutate come superiori sia alle vecchie truppe Qing (Stendardo Verde e Otto Bandiere) sia, cosa ben più importante, agli Yong Ying.

### Terza fase (1885–1895)
Nella terza fase del Movimento, s'intensificarono gli sforzi per coordinare la modernizzazione militare con la creazione di un Ufficio della Marina, unitamente ad interventi per ridurre l'interferenza governativa nei progetti industriali, nel tentativo di aumentarne la redditività, mentre al governo era lasciato il compito di promuovere l'industria leggera. In questo periodo, però, l’entusiasmo per le riforme era ormai rallentato poiché la fazione conservatrice della Corte aveva sopraffatto il partito delle riforme patrocinato dal principe Gong. Inoltre, a seguito della Guerra sino-francese, a Shanghai si verificò una crisi finanziaria che portò al collasso molte imprese oltre che i locali progetti industriali e non mancarono casi d'appropriazione indebita favoriti dall'assenza d'una revisione indipendente in tali attività. Infine, l'esito, disastroso per la Cina, della Prima guerra sino-giapponese (1894–1895) pose convenzionalmente fine al Movimento, seppur molto dei suoi attori, specie le leve più giovani, cresciute appunto negli istituti fondati negli anni 1860, seguitarono a portare avanti progetti, fondazioni, ecc.

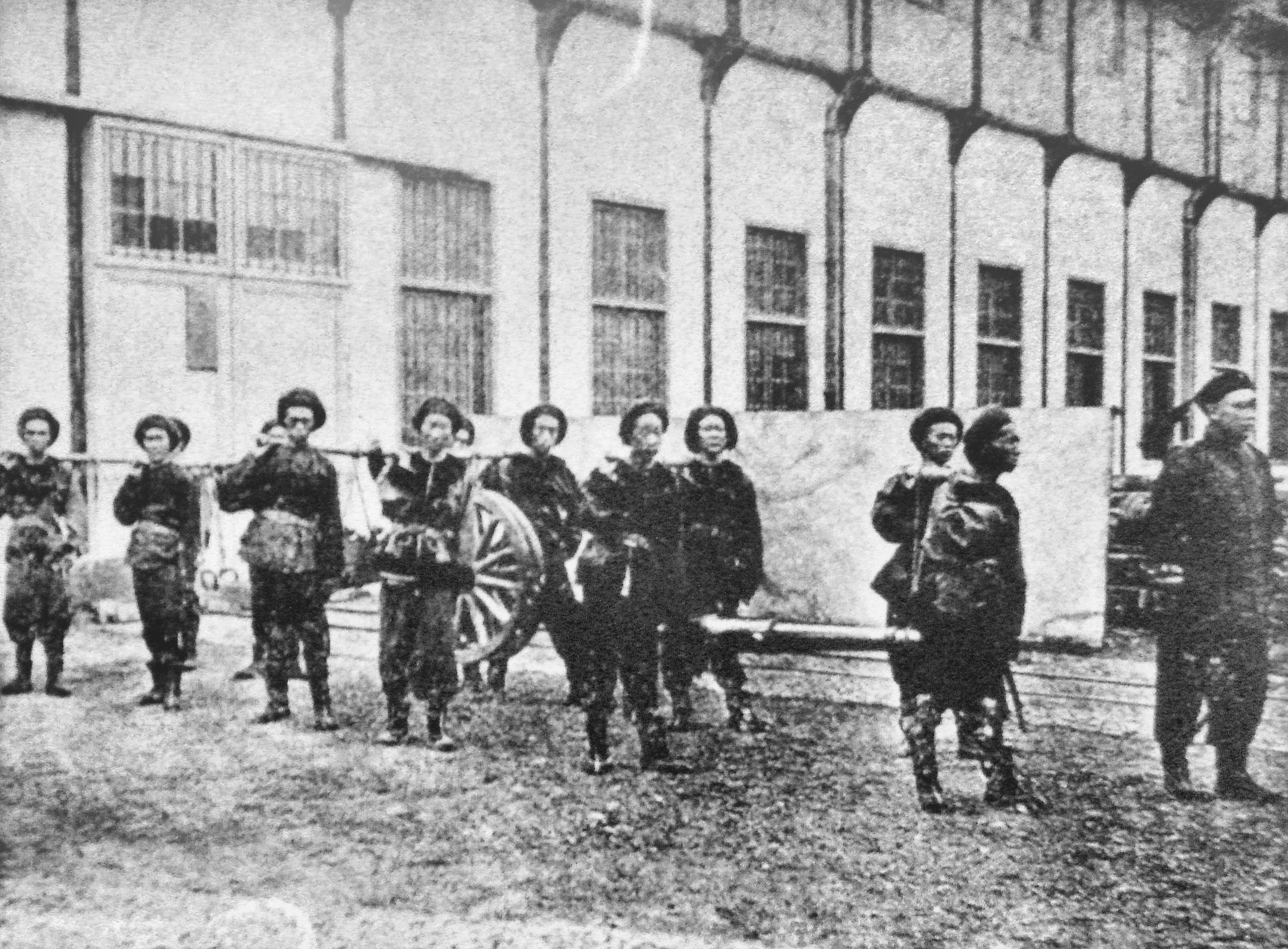
Trasporto di armi all'arsenale di Jiangnan a Shanghai.

L'enfasi sulla costruzione di grandi strutture ed industrie seguitò: nel 1887 fu fondata la Mohe Gold Mining Company che iniziò le operazioni l'anno dopo (1888) ed entro il 1891 aveva lavorato 62.000 once d'oro con conseguente generazione di utili; nel 1891 fu fondata la Guizhou Ironworks. Grande seguito mantenne, anche presso la Corte, il primato dell'industria tessile quale vettore per l'arricchimento del paese ed il settore, soprattutto la tessitura del cotone, si sviluppò rapidamente: il cotonificio di Shanghai distribuiva dividendi del 25% già nel 1893; l'anno dopo (1894), veniva fondata la Hubei Textile Company.
Zhang Zhidong fondò lo stabilimento tessile Hubei, di proprietà statale, nel 1889. Tuttavia, tutti i suoi profitti furono dirottati per finanziare la Hanyang Ironworks, anch'essa fondata nello stesso anno. Sempre nel'89, Zhang riuscì ad avviare il conio di monete d'argento nel Hubei, sul modello del dollaro d'argento spagnolo. Questi "dollari del drago", dal mitico animale cinese impressovi, le prime monete d'argento coniate a macchina prodotte in serie a livello nazionale, dovevano essere la risposta cinese alla diffusione nell'Impero della valuta straniera.
Nel 1888, il commercio internazionale divenne finalmente materia degli esami imperiali. Nel 1889, una conferenza della Corte riguardante l'avvio della costruzione della ferrovia fu quasi all'unanimità a favore della proposta, ma le preoccupazioni di un'ulteriore erosione della sovranità a causa della dominazione straniera precludevano gli investimenti (e la proprietà) stranieri e le stesse finanze del governo furono ritenute insufficienti. Nel 1892 le miniere di carbone di Kaiping producevano 187.000 t l'anno, abbattendo significativamente la dipendenza cinese da forniture estere (300.000 t annue) del combustibile.
Mentre il governo Qing schierava tirocinanti per la marina, anche l’addestramento militare era considerato prioritario. Soprattutto dopo la disastrosa guerra con i nipponici del 1894–1895, molti comandanti militari ne compresero l'importanza. Prima del conflitto con il Giappone, i Qing aveva sbilanciato il rapporto d'investimenti e cure tra Esercito e Marina. Dopo le schiaccianti sconfitte militari del 1894–1895 e la perdita della flotta Pei-yang, inglobata dalla Marina militare giapponese come bottino di guerra, i cinesi si concentrarono sull'addestramento dell'Esercito. Ormai dal 1876, i Qing inviavano regolarmente migliaia d'ufficiali nelle accademie militari di Germania (paese con il quale la collaborazione militare, come detto, era cominciata nel '72), Giappone, Gran Bretagna e Francia. Nel 1885, con il supporto tedesco, Li Hongzhang fondò l'Accademia militare di Tientsin, un istituto che offriva un programma biennale tenuto da ufficiali dell'Esercito imperiale tedesco in lingua tedesca e le cui materie includevano esercitazioni, fortificazioni, rilevamento, matematica e scienze. Proseguivano però anche le fondazioni di nuove accademie navali: a Lüshun (Dalian, anche noto come Port Arthur), a Canton (1887), a Weihai (1889) e a Jiangning, vicino Nanchino (1891).
Nel 1895, l'industriale Sheng Xuanhuai fondò l'Università del Pei-yang (oggi Università di Tientsin), il primo moderno istituto d'istruzione superiore della Cina, e l'anno dopo (1896) promosse la fondazione dell'Università di Jiaotong. Fu poi sempre Sheng a fondare, a Shanghai, nel 1897, la Banca imperiale della Cina, non solo la prima moderna banca cinese ma anche la prima banca cinese ad impiegare personale straniero ed a ricorrere a stampatori stranieri per le banconote.

#### La Prima guerra sino-giapponese
L'osservatore britannico Demetrius Charles de Kavanagh Boulger suggerì un'alleanza britannico-cinese per controllare l'espansione russa in Asia centrale, a riprova della fiducia che gli occidentali principiavano a riporre nell'effettiva capacità militari cinesi del post-Autorafforzamento. L'osservatore militare russo D.V. Putiatia visitò il confine tra Cina e Russia nel 1888 per sorvegliare i soldati cinesi nella Cina nordorientale, ridottasi due decenni prima a causa dell'annessione russa del Amur a discapito della Manciuria Esterna cinese. Putiatia valutò i cinesi come potenzialmente in grado di diventare esperti nelle “tattiche europee”, oltre a riportare che le forze Qing erano armata di artiglieria Krupp, carabine Winchester e fucili Mauser.
Osservatori stranieri riferirono che, una volta completato il loro addestramento, le truppe cinesi del Wuchang erano paragonabili a forze militari europee contemporanee. I mass media in Occidente dipingevano nel frattempo la Cina come una potenza militare emergente grazie ai suoi programmi di modernizzazione, addirittura una minaccia per il mondo occidentale quale possibile conquistatrice di lontane colonie orientali (es. l'Australia). Gli eserciti cinesi furono elogiati da John Russell Young, inviato degli Stati Uniti, che commentò «niente sembrava più perfetto», prevedendo addirittura un futuro confronto tra America e Cina.
Alla vigilia della Prima guerra sino-giapponese, lo stato maggiore tedesco predisse una sconfitta giapponese e William Lang, uno dei consiglieri britannici dell'esercito cinese, lodò l'addestramento, le navi, i cannoni e le fortificazioni cinesi, affermando che «alla fine, non c'è dubbio che il Giappone debba essere completamente schiacciato.»
Quando fu sviluppata per la prima volta dall'imperatrice vedova Cixi, si disse che la Flotta del Pei-yang fosse la marina più forte dell'Asia orientale. Prima che suo figlio adottivo, l'imperatore Qing Guangxu (r. 1875–1908), assumesse direttamente il potere (1889), Cixi scrisse ordini espliciti che la marina doveva continuare a svilupparsi ed espandersi gradualmente. Tuttavia, dopo il ritiro di Cixi, lo sviluppo navale e militare s'interruppe drasticamente. Una certa corrente storiografica ha indicato in Cixi, rea presunta dell'indebita appropriazione di fondi della marina per costruire il Palazzo d'Estate (Pechino), la causa della sconfitta della Cina da parte del Giappone. Ricerche approfondite cinesi hanno però confermato che l'imperatrice-vedova non fu la causa del declino della marina cinese, dovuto, in realtà, alla mancanza d'interesse di Guangxu nello sviluppo e nel mantenimento delle sue forze armate. Il fidato consigliere imperiale, il Gran Tutore Weng Tonghe, consigliò infatti a Guangxu di tagliare tutti i fondi alla marina e all'esercito, non ritenendo il Giappone una minaccia, mentre lo stesso Guangxu aveva preferito dedicarsi alla gestione dei diversi disastri naturali che nei primi anni 1890 avevano afflitto la Cina.

## Valutazione
La valutazione storica del Movimento di autorafforzamento è ormai fissa su posizioni dualistiche: (i) i critici come Michael Gasster (1972) e Kwang-Ching Liu che lo giudicano un programma di riforma inadeguato, destinato al fallimento a causa della sua ideologia conservatrice; e (ii) chi come Li Chien Nung, Samuel Chu e Benjamin Elman vede nelle lotte politiche in seno al governo Qing la causa del suo fallimento. Luke S.K. Kwong (1984) avanzò una terza interpretazione sostenendo che il Movimento non era destinato a essere una strategia difensiva contro ulteriori disfatte militari bensì una riforma adattiva che riuscì nel suo intento di diffondere le idee occidentali attraverso il commercio, la costituzione delle accademie e l'invio di studenti all'estero.
Il sinologo Immanuel C.Y. Hsu critica il Movimento come un superficiale tentativo di modernizzare aree limitate della società cinese. In netto contrasto con il programma di modernizzazione molto più approfondito condotto nello stesso periodo in Giappone, il c.d. "Rinnovamento Meiji" (1866–1869), in Cina non ci furono tentativi di studiare o assimilare le istituzioni, la filosofia o la cultura occidentale ma solo un’enfasi superficiale sulla tecnologia militare occidentale che non scampò comunque l'Impero celeste dal fallimento contro la Francia nel 1884–1885 e dal disastro contro il Giappone nel 1894–1895. Hsu identifica sei principali punti deboli nel Movimento. Innanzitutto la mancanza di coordinamento, in cui le autorità provinciali hanno fatto di tutto con scarsa collaborazione con il governo nazionale. Dopo la ribellione dei Taiping il governo centrale era troppo debole per coordinare le province. In secondo luogo, la visione limitata di leader chiave come Li Hongzhang e Zeng Guofang. Non hanno tentato di trasformare la Cina in uno stato moderno, ma hanno piuttosto cercato di rafforzare militarmente il vecchio ordine. In terzo luogo c’era una carenza di capitali. I profitti creati dalle imprese venivano ridistribuiti agli azionisti e non reinvestiti, quindi la crescita economica era scarsa. In quarto luogo, le Potenze occidentali ed il Giappone imperiale mantennero una forte pressione sulla Cina per impedire una concentrazione sui nemici interni. Tuttavia hanno sostenuto gli sviluppi di modernizzazione nei Treaty ports. In quinto luogo, c’era un senso morale di superiorità tradizionale cinese rispetto ai moderni valori occidentali. Ciò produceva da un lato un’eccessiva cautela, una sovrabbondanza di incompetenza e una continua corruzione. Infine, la grande maggioranza della nobiltà e dei mandarini considerava gli affari esteri e l'Occidente in generale come volgari e ostili alle glorie della civiltà cinese.
In contrasto con l'idea che il Movimento fosse mera illusione, David Pong pose invece l'attenzione sulla corrente storiografica secondo cui fu un successo mancato. Wang Erh-min e altri storici sostengono che l'ideologia confuciana non era incompatibile con le idee occidentali ma in alcuni casi costituiva una base per la formulazione di nuove idee: alcuni studiosi erano ricettivi alla scienza, alla tecnologia e persino alle istituzioni politiche occidentali. La comprensione cinese del confucianesimo mutò durante il Movimento, rivolgendosi alla praticità: la Scuola di arte politica pratica, il concetto di "apprendimento sostanziale", ecc. Albert Feuerwerker sostiene che questo cambiamento in ultima analisi fu collegato alle proposte di riforma degli anni 1890, la c.d. Riforma dei Cento Giorni e le "Nuove Politiche". La scienza occidentale fu integrata nella visione confuciana del mondo come interpretazione e applicazione dei principi confuciani stessi. Per alcuni studiosi riformisti, l’attenzione al confucianesimo fu erosa a favore dei principi legisti di BianfaP, lett. "Riforma statale", FujiaangP, lett. "Ricchezza e potere statale" e persino ShangzhanP, lett. "Guerra economica".
Secondo Frances Moulder, le società pre-moderne di Cina e Giappone erano sostanzialmente simili. Il fallimento del Movimento di autorafforzamento rispetto al Rinnovamento Meiji nipponico dovrebbe quindi essere attribuito alla maggiore esposizione economica della Cina al mondo esterno, rispetto al Sakoku nipponico, che le causò una più ampia incursione occidentale con sconvolgimenti socio-economici quali le Guerre dell’oppio e le successive, correlate ribellioni dagli esiti ben più gravi rispetto a quanto avvenne nel Sol Levante. Il disfacimento ed il conseguente decentramento del potere politico cinese minarono la capacità del paese di gestire, supportare e finanziare adeguatamente il Movimento.
Due fronti di conflitto politico distrassero e, in ultima analisi, debilitarono il governo Qing durante il Movimento: (i) la lotta per l’influenza tra fazione conservatrice e fazione progressista/pragmatica; e (ii) il conflitto tra gli interessi del governo centrale ed i governi regionali. Il Movimento nacque, si sviluppò ed in ultima analisi fallì in seno a queste determinanti tensioni politiche.

### La politica della Corte Qing

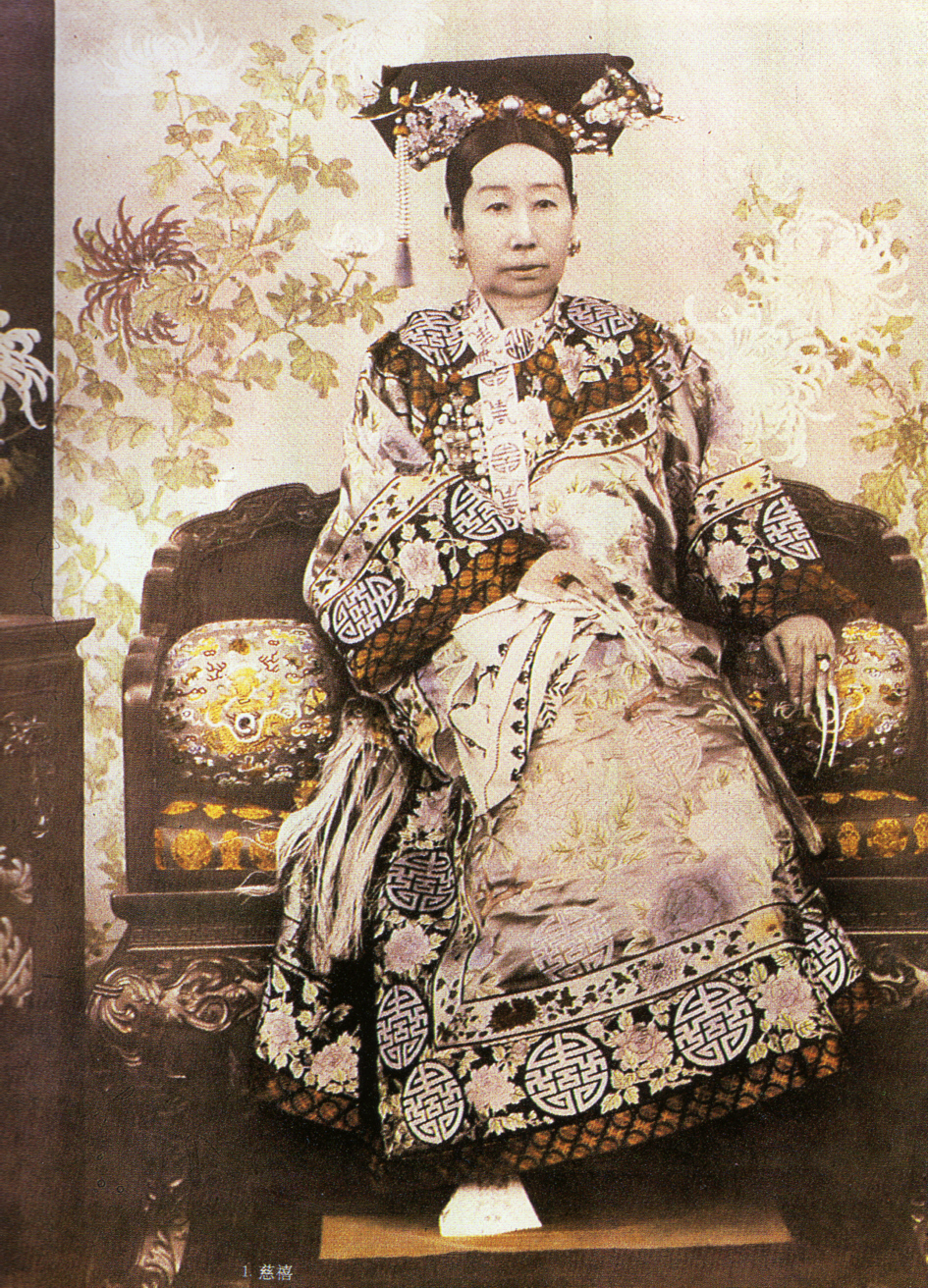
L'imperatrice vedova Cixi (r. 1861–1872, 1875–1889 e 1898–1908) - fotografia del 1890.
Anima ed eminenza grigia della Corte Qing per mezzo secolo, Cixi alternò appoggi ad ostacoli per il Movimento.

La fazione conservatrice della Corte aveva molte frecce al suo arco. Anzitutto sostenne che i fondi pubblici sarebbero stati meglio spesi per creare sostegno pubblico al governo e sfiduciò i funzionari occidentalizzati ritenendoli non più fedeli alla Cina. Nei dibattiti di Corte si sottolineò poi che paesi come gli Stati Uniti e la Russia, pur con una marina di gran lunga inferiore a quella britannica, erano stati capaci di sconfiggere o almeno sfidare il dominio britannico. L’industrializzazione fu concettualmente criticata su più fronti: perché potenziale latrice di disoccupazione nel settore della produzione manuale; perché causa di disuguaglianza di reddito in quanto favorevole solo ai ricchi; ecc. Si temeva che le ferrovie sarebbero state utilizzate da eserciti stranieri per avanzare più in profondità nel territorio cinese. S'arrivò anche a suggerire che gli occidentali avrebbero trattenuto per sé le migliori armi e venduto ai Qing solo le obsolete. Pubblicità anti-occidentali descrissero nel dettaglio la miseria dell'Africa e dell'India sotto il dominio occidentale profetizzando un simile destino per la Cina. L'afflusso di prodotti industriali stranieri in Cina danneggiò davvero l'economia del paese e la costruzione delle ferrovie portò alla miseria i tradizionali lavoratori dei trasporti, come i barcaioli del Gran Canale.
Premesso quanto sopra, la fazione conservatrice credeva comunque nella modernizzazione militare e nell'adozione della tecnologia militare occidentale perorate dal Movimento di autorafforzamento. Le differenze riguardavano infatti la riforma del sistema politico. Conservatori come il principe Duan, xenofobi che detestavano gli stranieri, non si fecero scrupolo d'utilizzare armi occidentali per equipaggiare i loro eserciti: es. durante la Ribellione dei Boxer (1899–1901), la fazione conservatrice del principe Duan e del generale Dong Fuxiang equipaggiò le truppe lealiste con fucili ed armi occidentali ma fecero indossare loro le tradizionali uniformi militari cinesi anziché uniformi in stile occidentale.
La fazione conservatrice era guidata dall'imperatrice vedova Cixi che divenne la figura politica più potente della corte imperiale Qing dopo essere diventata reggente del figlio, l'allora minorenne imperatore Qing Tongzhi (r. 1861–1875). A quel tempo, Cixi aveva accettato il programma riformista del principe Gong perché dipendeva dal di lui appoggio. Con il crescere del suo acume e del suo potere politico, Cixi imparò a bilanciare il suo favore tra conservatori e riformatori per tornaconto. Iniziò allora a minare l'influenza del principe Gong sostenendo l'opposizione nella critica alle riforme del principe Chun, di Woren e di Li Hongzhang. Sin dal 1865 privò Gong della reggenza, pur lasciandolo al comando del Gran Consiglio; non poté impedirne la riconquista del potere del 1868, quando Gong resse il governo chiudendo la contesa con i ribelli Nian, ma orchestrò un nuovo colpo ai suoi danni nel 1872. Il potere e lo status di Cixi crebbero enormemente nel 1875 quando divenne reggente per il nipote, l'imperatore Qing Guangxu (r. 1875–1908), salito al trono a quattro anni d'età alla scomparsa di Tongzhi, morto a soli diciott'anni. La morte di Wenxiang, nel 1876, privava nel frattempo Gong di un potente alleato ma solo nel 1884, profittando dei torbidi che accompagnarono l'avvio del conflitto sino-francese, Cixi riuscì ad eliminare politicamente il principe una volta per tutte.
Entrambe le fazioni di Corte erano concordi nella necessità di ri-centralizzare a Pechino il potere politico per chiudere i perpetui battibecchi sulla questione dell'occidentalizzazione. Tuttavia, la Corte non era disposta ad assumersi la responsabilità diretta del governo perché conscia che la lealtà mancese al governo Qing era pagata tramite sinecure che riempivano il governo d'incompetenti ufficiali Manciù. La Corte rifiutò inoltre di schierarsi apertamente in favore d'una o dell'altra fazione per non alienarsi parte del establishment. Cixi non poteva infatti entrare in rotta aperta con i conservatori poiché già aveva violato la legge dinastica installando quale imperatore-fantoccio Guangxu. Il decentramento del governo offrì inoltre agli Aisin Gioro l'opportunità di utilizzare una strategia di Divide et impera per mantenersi al potere, manipolando cortigiani e sudditi. La Corte era, in generale, letargica e poco convinta nei tentativi di tenere a freno le finanze regionali e provinciali.

### Questioni regionali

#### I primi Signori della guerra

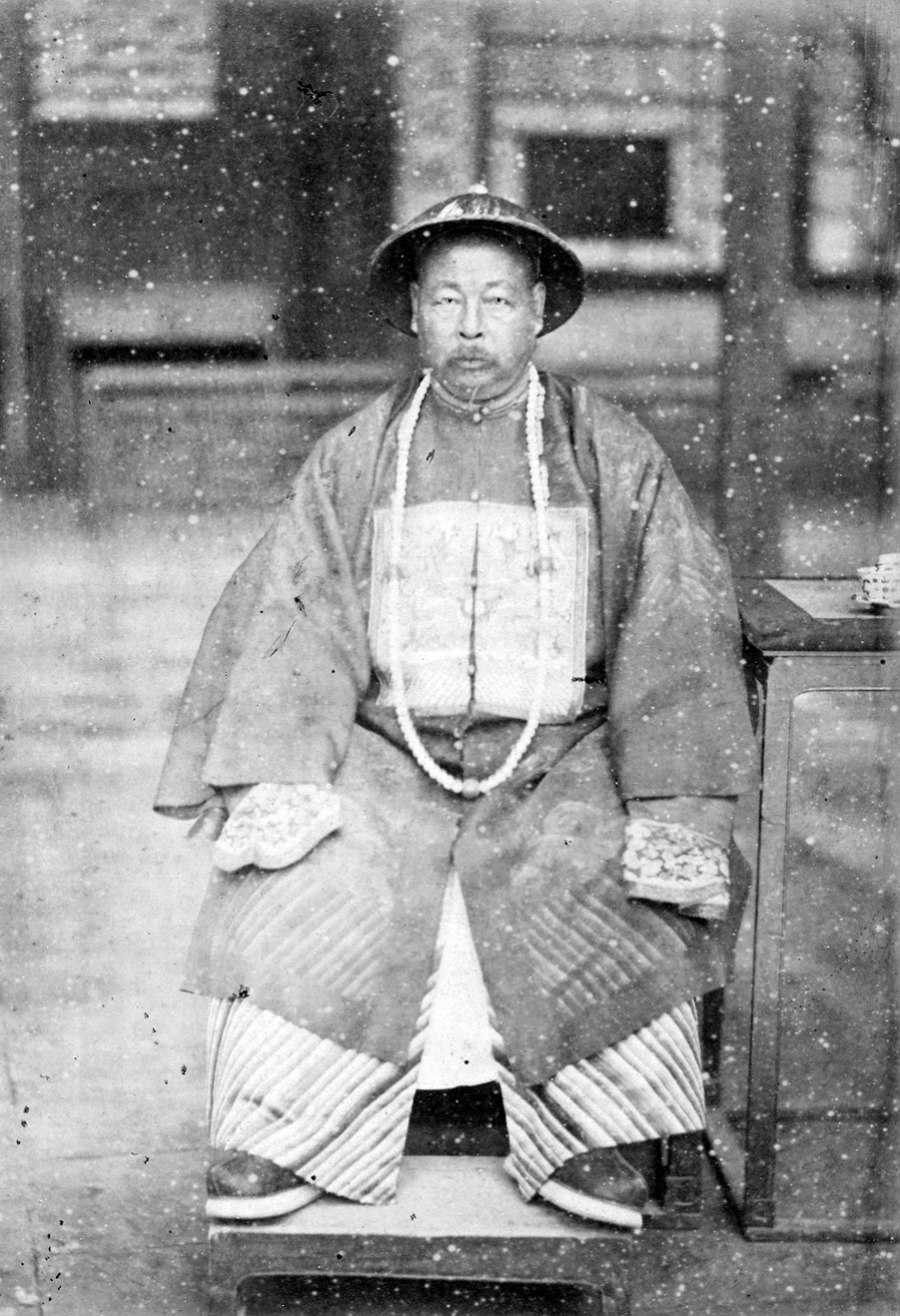
Zuo Zongtang - fotografia del 1875.
Figlio di ricchi proprietari terrieri, pur bocciato agli esami imperiali si distinse nella lotta ai ribelli Taiping insieme a Zeng Guofan e Li Hongzhang, ricoprì importanti incarichi a Pechino e fu viceré di Liangjiang, poi di Shaan-Gan e di Min-Zhe.

Jane E. Elliott ha criticato la tesi secondo cui la Cina avrebbe rifiutato di modernizzarsi o non sarebbe stata in grado di sconfiggere gli eserciti occidentali ritenendola semplicistica, sottolineando che l'impero Qing aveva intrapreso una massiccia modernizzazione militare alla fine del 1800 dopo le varie sconfitte inanellate, acquistando armi dai paesi occidentali e producendone di proprie negli arsenali domestici creati all'uopo, come l'Arsenale di Hanyang attivo durante la Ribellione dei Boxer (1899–1901). Elliott ha inoltre messo in dubbio l'assunto che la società cinese fosse stata traumatizzata dalle vittorie occidentali, poiché molti contadini cinesi, cioè il 90% della popolazione a quel tempo, vivevano al di fuori delle località presso le quali la presenza straniera s'era fatta invadente, continuando così a vivere d'una ininterrotta quotidianità sinica non-occidentalizzata e priva di qualsivoglia risentimento.
Gli storici hanno giudicato la vulnerabilità e debolezza militare dei Qing nel XIX secolo come principalmente legata al teatro di scontri marittimo, essendo infatti riusciti ad affrontare con successo gli eserciti occidentali sulla terraferma. Edward L. Dreyer ha a questo proposito osservato che «le umiliazioni della Cina del diciannovesimo secolo furono fortemente legato alla sua debolezza e al suo fallimento in mare. All’inizio della Guerra dell’Oppio, la Cina non aveva una marina unificata e non aveva idea di quanto fosse vulnerabile agli attacchi dal mare. Le forze britanniche navigavano e navigavano ovunque volessero andare. [...] Nella Seconda guerra dell'oppio (1856-1860), i cinesi non poterono impedire alla spedizione anglo-francese del 1860 di navigare nel Golfo di Zhili e sbarcare il più vicino possibile a Pechino. Dopodiciò, nuovi ma non esattamente moderni eserciti cinesi repressero le ribellioni della metà del secolo, convinsero la Russia a raggiungere una soluzione pacifica delle frontiere contese nell'Asia centrale e sconfissero le forze francesi a terra nella guerra sino-francese (1884-85). La sconfitta della flotta e la risultante minaccia al traffico di navi a vapore verso Taiwan, costrinse la Cina a concludere la pace a condizioni sfavorevoli.»
Le sconfitte militari subite dalla Cina sono più realisticamente riconducibili alla faziosità dei governatori militari regionali: es. la Flotta del Pei-yang rifiutò di partecipare alla guerra sino-francese nel 1884 e, per ritorsione, la flotta di Nanyang rifiutò di schierarsi durante la guerra sino-giapponese del 1895. Li Hongzhang stesso volle mantenere il diretto controllo della Flotta Nanyang e la mantenne nel nord della Cina perché temeva che, una volta spostata nel sud, sarebbe stata manipolata dai funzionari meridionali. La Cina non ebbe poi un ammiraglio a capo di tutte le flotte prima del 1885, permettendo la gestione autonoma delle marine della Cina settentrionale e meridionale dai rispettivi ammiragli e mettendo così il nemico giapponese nella condizione di dover affrontare solo un segmento della marina cinese e non l'intera flotta potenziale!
Durante la fase conclusiva della Rivolta dei Taiping (1850–1864), ai governatori provinciali fu permesso di formare propri eserciti, poi ribattezzati "Yong Ying", per frenare il dilagare dei ribelli. Molte di queste forze non furono sciolte dopo la fine della ribellione, come l'esercito Huai di Li Hongzhang o l'esercito Chu di Zuo Zongtang. Franz Michael e Stanley Spector, così come Lo Erh-kang e P'eng Yü-hsin hanno affermato che queste organizzazioni politico-militari regionali concorsero a minare il potere del governo centrale.
Nelle forze Yong Ying venivano enfatizzati i forti legami, i legami familiari e il trattamento rispettoso delle truppe. Gli ufficiali non venivano mai ruotati e i soldati venivano scelti con cura dai loro comandanti e i comandanti dai loro generali, quindi si formavano legami personali di lealtà tra gli ufficiali e le truppe, a differenza delle forze dello Stendardo Verde e delle Bandiere. Queste forze riformate non erano quindi un esercito nazionale ma eserciti e milizie regionali, non standardizzate né coerenti, i cui ufficiali erano fedeli ai loro superiori e formavano cricche in base alla loro origine ed al loro background (oltreché osteggiare le cricche delle altre forze, v.si la contesa tra gli ufficiali Chu e quelli Huai) facendo dei rispettivi generali dei pericolosi signori della guerra. Tuttavia, Zeng Guofan smantellò le sue forze e Li Hongzhang ne smobilitò metà, dimostrando che non erano intenzionati ad usurpare il potere della Corte. Né tali condottieri furono esentati dal dover a loro volta combattere il particolarismo della truppa, spesso divisa tra lealtà sotto-distrettuali o provinciali, o poterono facilmente arginare la problematica costituita dall'usanza della Corte (ben attestata già al tempo della precedente dinastia Ming, 1368–1644) di ruotare periodicamente gli ufficiali con incarichi regionali e provinciali. Di conseguenza, né il governo centrale né i leader regionali Yong Ying avrebbero avuto, secondo Feuerwerker, la concreta possibilità di modernizzare il paese su vasta scala.
Il grande successo filosofico, se così si può definire, delle milizie regionali Yong Ying, prima espressione della pressante necessità di professionalità militare, fu lo smantellare il secolare disprezzo confuciano per l'esercizio delle armi. Emblematico fu su tutti l'esempio di Zeng Guofan, un funzionario-letterato costretto dall'emergenza nazionale a farsi militare nonché tedoforo d'un ritorno alle armi che caratterizzò molti altri mandarini. Importante fu anche il sistematico comparire di condottieri d'origine umile/contadina e non formati dalle tradizionali accademie belliche poi ricompensanti con l'accesso ad alte cariche nella burocrazia civile. I militari riuscirono insomma a mettere in ombra il servizio civile. In assoluta contraddizione con la dottrina confuciana, questi nuovi condottieri furono infine influenzati dalle idee tedesche e giapponesi di predominio militare sulla nazione e, supportati dalla summenzionata assenza d'unità tra le varie cricche di ufficiali, portarono alla frammentazione del potere nel successivo Periodo dei signori della guerra (1916–1930).

#### I magnati della neonata industria

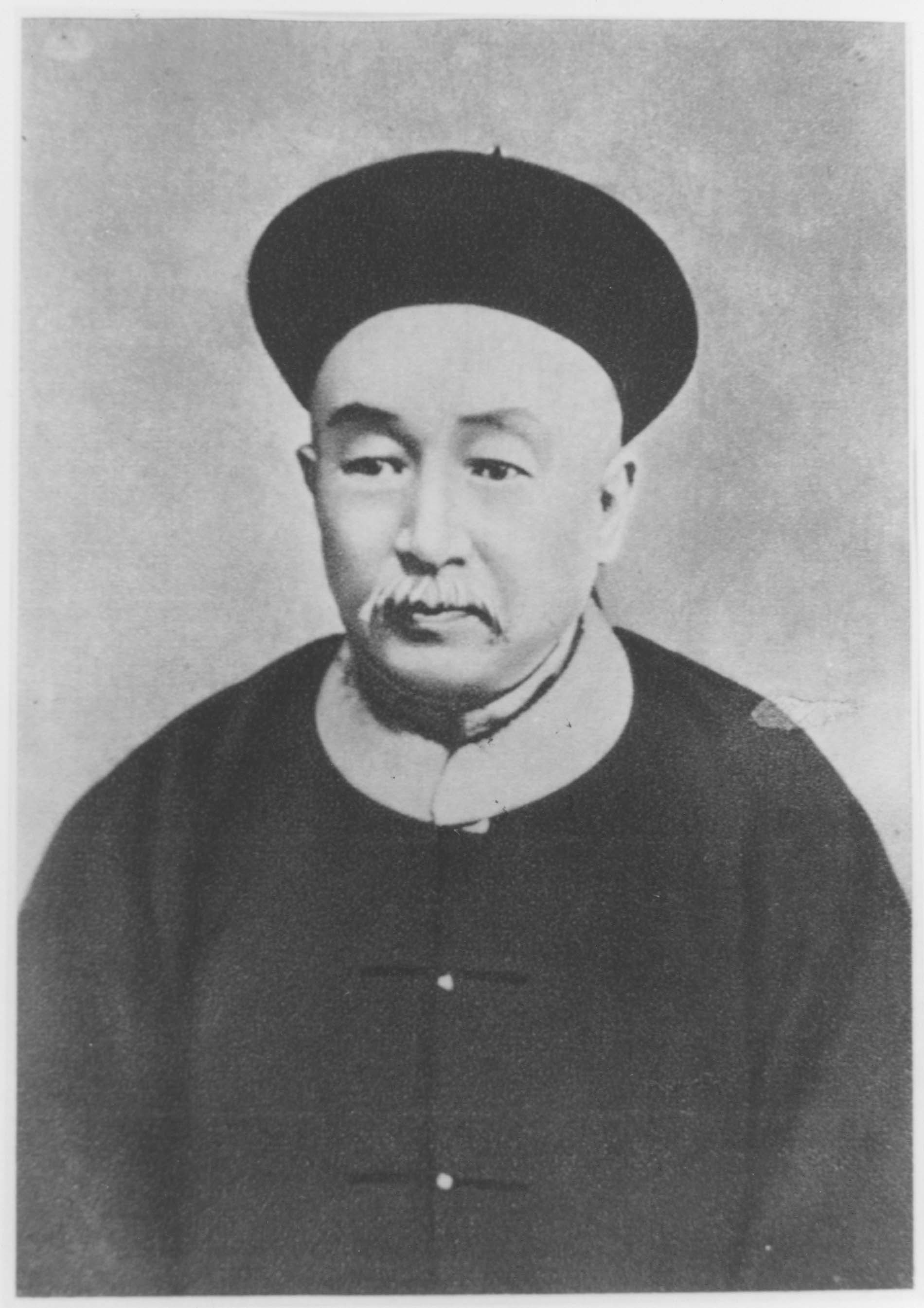
Il magnate Sheng Xuanhuai - fotografia pre-1911.
Mandarino figlio di mandarini, assistente personale di Li Hongzhang dal 1870, Sheng divenne uno dei magnati più ricchi della tarda Cina Qing.

Durante il Movimento, furono spesso implementati progetti industriali favorevoli agli uomini forti della politica regionale, esacerbando la frammentazione del potere. Le lotte tra le fazioni per acquisire finanziamenti per i progetti erano comuni. Dopo la ribellione dei Taiping, l'equilibrio del potere si spostò dal governo centrale ai governatori regionali che furono in grado di controllare in modo indipendente la maggior parte delle entrate fiscali all'interno delle rispettive province. Nelle "imprese mercantili supervisionate dal governo", infatti, la "supervisione" era nelle mani dei funzionari regionali: es. Li Hongzhang, viceré di Zhili, aveva fondato la Compagnia cinese dei mercantili a vapore, il cotonificio di Shanghai, le miniere d'oro di Mohe, ecc.; Zhang Zhidong, viceré di Hubei e Hunan, aveva fondato le ferriere di Hanyang, le miniere di ferro di Daye e le miniere di carbone di Pingxiang. L'influenza di Li Hongzhang, come anticipato, derivava dal suo controllo sull'esercito Huai, dagli incarichi chiave, per sé ed i suoi associati, che s'era assicurato in tutto l'Impero nonché dalla sua influenza sulle finanze delle ricche province del delta dello Yangtze di qualità di Sovrintendente al commercio. Li si mosse per acquisire abbastanza influenza da rivaleggiare con la Corte, dominando la produzione di armi, le entrate doganali marittime e tutte le forze militari nella metà settentrionale del paese.
Poiché le tariffe sulle importazioni straniere erano imposte dai Trattati ineguali e dagli eserciti occidentali, e il controllo della governance fiscale era nelle mani delle autorità regionali, la Corte poteva influenzare solo una parte molto piccola del sistema fiscale cinese. Le aliquote fiscali cinesi erano allora estremamente basse e le entrate del governo centrale erano inferiori al 3% del prodotto nazionale lordo. Tutto ciò era in netto contrasto con la riforma fiscale del 1873 nel Giappone Meiji che, unificato il paese e chiusa a guerra Boshin (1868–1869), standardizzò tutte le tasse fondiarie e la loro riscossione in favore del potere centrale facendone la principale fonte di finanziamento per il nuovo governo giapponese ed i suoi progetti militari e industriali fino alla fine del XIX secolo.

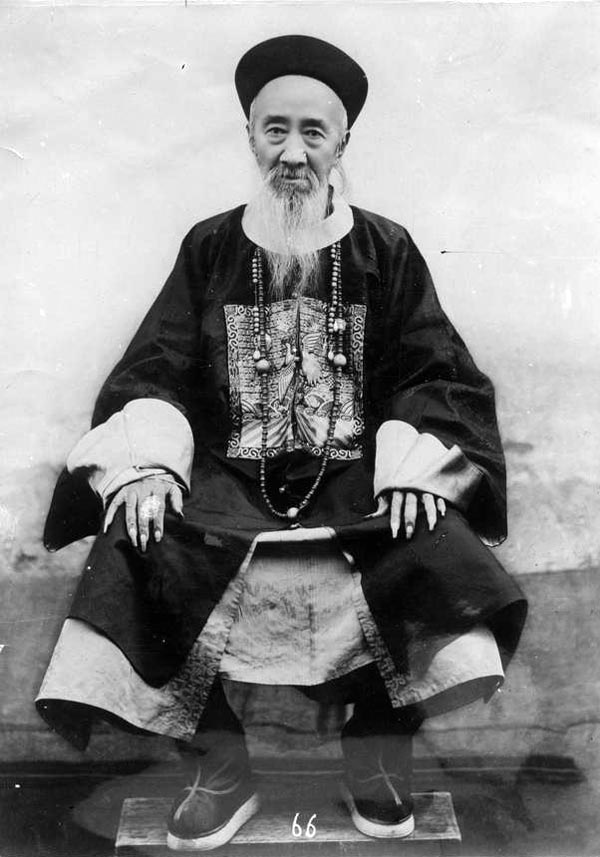
Zhang Zhidong, il creatore dell'Arsenale di Hanyang e delle ferriere associate - fotografia pre-1909.

Nella sua revisione del lavoro del sinologo Albert Feuerwerker, il sinologo Kenneth Walker ha criticato l'enfasi posta sul conservatorismo culturale come fattore ritardante dell'industrializzazione cinese, sottolineando che il magnate di Shanghai Sheng Xuanhuai ed i suoi primi colleghi industriali erano uomini d'affari capaci e affermati che seppero generare molti profitti con le loro operazioni. Walker ritiene che costoro abbiano semplicemente rispettato il principio dell'aumento del rischio nel calcolo della liquidità, dei fondi sostitutivi del capitale, delle aspettative a breve e lungo termine, mentre le loro imprese hanno continuato ad avere un grande successo commerciale. Sebbene questi primi industriali avessero ambizioni politiche come funzionari-studiosi e occasionalmente spendessero i loro fondi negli interventi statali di soccorso alle aree imperiali oggetto di calamità naturali, è stato sottolineato che lo stesso facevano i proprietari di fabbriche britannici contemporanei. Walker ha pertanto postulato che il lento avanzamento dell'industrializzazione fosse dovuto principalmente alle dimensioni ridotte degli sforzi industriali del Movimento rispetto all'enorme estensione territoriale dell'Impero Qing.
Albert Feuerwerker sottolineò che i progetti industriali promossi dal Movimento furono certamente notevoli per l'enorme diversità di campi in cui si impegnarono: miniere di carbone e ferro, siderurgia, industria tessile, telegrafia, navi a vapore, ferrovie e moderni istituti di credito. Inoltre, spesso si tratto d'imprese redditizie. Questi risultati furono valutati come particolarmente notevoli trattandosi ad un tempo di progetti industriali del tutto innovativi per la Cina e portati avanti nonostante la feroce concorrenza degli stranieri che potevano contare sulle condizioni commerciali sbilanciate dei Trattati ineguali, sulla carenza di capitali e di manodopera qualificata e sulle inadeguate politiche governative Qing di supporto all'industria. L'interferenza imperiale nei progetti industriali aiutò comunque i mercanti comprador cinesi a sopravvivere e prosperare nonostante la schiacciante superiorità straniera. Feuerwerker sottolinea che le potenze occidentali furono più aggressive nello stabilire fabbriche in Cina rispetto a quanto fatto in Giappone, sfruttando lavoratori cinesi sottopagati per massimizzare il loro profitto, sottraendo così gran parte dei benefici dell’industrializzazione al mercato del lavoro cinese.

### Statistiche di produzione

#### Produzione militare
L'arsenale di Jiangnan, tra il 1867 e il 1895, produsse: 65.000 fucili, 742 cannoni, 6.700.000 tonnellate di polvere da sparo, 1.600.000 cartucce, 8.700.000 proiettili, 1.500 mine terrestri e navali e 15 navi. Si tratta, complessivamente, di una produzione nemmeno sufficiente ad equipaggiare l'esercito permanente del Giappone o anche solo le forze delle Otto Bandiere Qing.
L'arsenale di Fuzhou produsse, tra il 1875 e il 1884: 2 incrociatori, 12 cannoniere, 14 altre navi da guerra. Dopo il 1885, produsse altre 2 navi da guerra, 7 incrociatori, 6 navi da difesa, una nave da trasporto e 3 navi scuola.
Nel 1891 si stimava che l'arsenale di Hanyang fosse in grado di produrre annualmente, una volta completato, un totale di 15.000 fucili, 100 pezzi d'artiglieria e munizioni sufficienti per le armi prodotte. Nel 1901, 7 anni dopo l'apertura dell'arsenale, la produzione annuale era poco meno di 11.000 fucili e oltre 1.825 pezzi di artiglieria.

#### Produzione non militare
Dal 1867 al 1904, l'arsenale di Jiangnan produsse: 138 torni, 84 gru, 117 presse di perforazione e 77 pompe. L'arsenale di Fuzhou produsse invece 66 macchine utensili. Lo stabilimento di macchine del Sichuan produsse 58 diversi tipi di macchinari nel solo 1885 per un totale di oltre 206 macchine in produzione. Le fabbriche tuttavia soffrivano di mancanza di capitale umano e finanziario poiché il governo Qing non v'investiva molto.

## Evidenze

### Elenco degli arsenali nella Cina Qing
- Arsenale di Fuzhou
- Arsenale di Hanyang
- Arsenale di Jiangnan
- Arsenale di Lanzhou (costruito dall'esercito Chu)
- Arsenale di Taiyuan
- Grande arsenale Hsi-Ku

### Elenco degli eserciti modernizzati nella Cina Qing
- Corpi Wuwei
- Corpo d'armata del Pei-yang
- Esercito Xiang
- Esercito Chu
- Esercito Huai
- Flotta del Pei-yang
- Flotta del Fujian
- Flotta del Nanyang
- Hushenying
- Jiangnan Daying
- Kansu Braves
- Nuovo Esercito
- Pekin Field Force
- Shenjiying
- Shuishiying
- Yong Ying

### Esplicative
1. ↑  Liu e Smith 1980, pp. 244-245.
«Subito dopo essere arrivato a Zhili nel 1870, Li iniziò a integrare le forze militari di Zhili addestrate dall'Occidente nella sua organizzazione militare, sperando di utilizzare queste risorse locali in modo più efficace. Iniziò con le circa 6.000 truppe lien-chün dello Stendardo Verde della provincia, tentando di fornire loro lo stesso tipo di addestramento e istruzione a disposizione dei suoi stessi uomini. Si è inoltre assicurato la nomina dei comandanti dell'esercito di Anhwei come alti ufficiali del sistema Green Standard della provincia, in ogni caso con l'approvazione di Pechino. Le armi straniere e il corpo di artiglieria di Ch'ung-hou, che Li ereditò, furono riqualificati. Li fortificò Taku e costruì una città strategica fortificata di fronte al fiume, a dieci miglia dall'estuario. Ha anche ampliato l'Arsenale di Tientsin, essendo stati stanziati fondi per lo scopo dalla dogana marittima di Tientsin.»
2. ↑  Elleman 2001, p. 87.
«Non sorprende che, considerando il potere politico di Li Hongzhang, molte delle navi migliori e più moderne abbiano trovato la loro strada nella flotta settentrionale di Li, che non ha mai visto alcuna azione nel conflitto sino-francese. In effetti, il timore che potesse perdere il controllo sulla sua flotta portò Li a rifiutarsi persino di considerare l'invio delle sue navi verso sud per aiutare la flotta di Fuzhou contro i francesi. Sebbene in seguito Li abbia affermato che lo spostamento della sua flotta verso sud avrebbe lasciato indifesa la Cina settentrionale, la sua decisione è stata criticata come un segno del governo frazionato della Cina e della sua mentalità provinciale nord-sud.»
3. ↑  Elleman 2001, p. 87.
«[...] c'era poco, se non nessun, coordinamento tra le flotte nel nord e nel sud della Cina. La mancanza di un ammiraglio centralizzato che comandasse l'intera marina significava che in qualsiasi momento la Francia si opponeva solo a una frazione della flotta totale cinese. Questo virtualmente assicurò il predominio navale francese nel conflitto imminente.»

### Bibliografiche
1. ↑  (EN) Asian Profile, Asian Research Service, 2003.
2. ↑  (EN) Carlos Yu-Kai Lin e Victor H. Mair, Remembering May Fourth: The Movement and its Centennial Legacy, BRILL, 2 marzo 2020,  pp. 4 e s., ISBN 978-90-04-42488-3.
3. ↑  (EN) Hiromu Momose, Fêng Kuei-fên, in Hummel 1943, pp. 241-243.
4. 1 2 3 4 5  Liu e Chu 1994, p. 23.
5. 1 2  Pong 2003, p. 14.
6. 1 2  (EN) Ying-shih Yü, Chinese History and Culture: Seventeenth Century Through Twentieth Century, New York, Columbia University Press, 2016,  p. 164, ISBN 9780231178587.
7. ↑  (EN) Jonathan D. Spence, In Search for Modern China, 1990,  p. 197.
8. ↑  (EN) Paul A. Cohen, Discovering History in China: American Historical Writing on the Recent Chinese Past Studies of the Weatherhead East Asian Institute, Columbia University, Columbia University Press, 2010,  p. 204, ISBN 978-0231525466.
9. ↑  (EN) Tu Lien-chê, Lin Tsê-hsü, in Hummel 1943, pp. 511-514.
10. ↑  Po 2013, p. 243.
11. ↑  (EN) Têng Ssŭ-yü, Tsêng Kuo-fan, in Hummel 1943, pp. 751-756.
12. ↑  Feuerwerker 1958, p. 315.
13. ↑  (EN) Frederic Wakeman Jr., 4. The Canton trade and the Opium War, in Fairbank 1978, p. 193.
14. ↑  (EN) Jonathan D. Spence, God's Chinese Son: The Taiping Heavenly Kingdom of Hong Xiuquan, W.W. Norton & Company, 1996,  p. 311, ISBN 0393285863.
15. ↑  (EN) Ssu-yü Teng e John King Fairbank, China's Response to the West: A Documentary survey 1839–1923, Harvard University Press, 1979,  pp. 57-59, ISBN 0674120256.
16. ↑  (EN) William T. Rowe, China's Last Empire: The Great Qing, 2009.
17. ↑  (EN) Michael Dillon e Nicolas Schillinger, Encyclopedia of Chinese History, Routledge, 2016, ISBN 978-1317817154.
18. ↑  (EN) J. Chappell, Some Corner of a Chinese Field: The politics of remembering foreign veterans of the Taiping civil war, Modern Asian Studies, 2018,  pp. 1-38, DOI:10.1017/S0026749X16000986.
19. ↑  Hao e Wang 1980, pp. 156-161.
20. 1 2  (EN) Chao-ying Fang, I-hsin, in Hummel 1943, pp. 380-384.
21. ↑  (EN) Zhu Weizheng, Rereading Modern Chinese History, BRILL, 23 aprile 2015,  p. 305 e s, ISBN 978-90-04-29331-1.
22. ↑  (EN) Emily Hahn, China Only Yesterday: 1850–1950: A Century of Change, Open Road Media, 2015,  pp. 191 e s, ISBN 978-1-5040-1628-5..
23. 1 2  (EN) Ping Hao, Peking University and the Origins of Higher Education in China, traduzione di Yuping Shen, Peking University Press, 2012, ISBN 9787301201954.
24. ↑  Hao e Wang 1980, p. 162.
25. ↑  Hao e Wang 1980, pp. 163-166.
26. ↑  Hao e Wang 1980, pp. 169-170.
27. ↑  Fairbank 1953, pp. 410-450.
28. ↑  Fairbank 1953, pp. 462-463.
29. 1 2  (EN) Orazio Coco, China's Early Industrialization in the Age of the European Colonial Powers: A Controversial Beginning, in The Chinese Historical Review, vol. 28, n. 2, 2021,  pp. 113-137, DOI:10.1080/1547402X.2021.1990528.
30. ↑  Liu e Smith 1980, pp. 204-209.
31. ↑  (EN) Daniel C. Palm, China and International Security: History, Strategy, and 21st-Century Policy, vol. 1, Praeger Security International, 17 aprile 2014,  pp. 46-47, ISBN 978-1440800016.
32. ↑  Liu e Smith 1980, pp. 209-211.
33. ↑  (ZH) 贞寿 陈, 图说中国海军史: 古代-1955, vol. 1, 福建教育出版社, 2002,  p. 159, ISBN 7533435362.
34. 1 2 3 4 5  Bastid-Bruguiere 1980, pp. 541-542.
35. 1 2 3  Liu e Chu 1994, pp. 9-12 e 67–71.
36. 1 2  Pong 2003, pp. 289-291.
37. ↑  (EN) William J. Hail, Li Hung-chang, in Hummel 1943, pp. 464-471.
38. ↑  Feuerwerker 1958, p. 9.
39. ↑  Pong 2003, pp. 284-289.
40. ↑  Pong 2003, pp. 293-295.
41. ↑  Liu e Smith 1980, p. 249.
42. ↑  Palm 2012.
43. ↑   王伟编著, 千古人物 李鸿章传, 北京：中国书籍出版社, 2015,  p. 104, ISBN 978-7-5068-4403-1.
44. ↑   徐临江著, 郑孝胥前半生评传, 上海：学林出版社, 2003,  pp. 46, ISBN 7-80668-577-4.
45. ↑  Fung 1996, p. 1023.
46. ↑  Hsu 1980, pp. 94 e s.
47. ↑  Scott 2008, pp. 104-105.
48. ↑  Marshall 2006, pp. 78 e s.
49. ↑  Marshall 2006, pp. 79 e s.
50. ↑  Marshall 2006, pp. 85 e s.
51. ↑  Hsu 1980, pp. 95 e s.
52. ↑  Liu e Smith 1980, pp. 251-252.
53. ↑  Armengaud 1901, pp. 40-58.
54. ↑  Bonifacy 1931, pp. 23-26.
55. ↑  (FR) J. Harmant, La verité sur la retraite de Lang-Son, Parigi, 1892,  pp. 211-235.
56. ↑  Lecomte 1895, pp. 428-453 e 455.
57. ↑  Bonifacy 1931, pp. 37-38.
58. ↑  Lecomte 1895, pp. 329-330 e 515-516.
59. ↑  Lung 1993, p. 340.
60. ↑  Thomazi 1934, pp. 258-261.
61. ↑  (FR) L. Huard, La guerre du Tonkin, Parigi, 1887,  pp. 1, 113-174.
62. ↑  Thomazi 1934, pp. 277-282.
63. ↑  (EN) Zenone Volpicelli, The China-Japan war; compiled from Japanese, Chinese and foreign sources, Charles Scribner and Sons, 1896,  pp. 74-76.
64. 1 2  (EN) N.W.H. Du Boulay, An Epitome of the Chino-Japanese War, 1894-95, H.M. Stationery Office, 1896,  p. 10.
65. ↑  Feuerwerker 1958, p. 318.
66. ↑  Chan 1980, p. 424.
67. ↑  Feuerwerker 1958, p. 256.
68. ↑  Feuerwerker 1958, p. 17.
69. ↑  Feuerwerker 1958, pp. 262-263.
70. 1 2  (EN) Shigeru Akita, Hong Liu e Shiro Momoki, Changing Dynamics and Mechanisms of Maritime Asia in Comparative Perspectives, Springer Nature, 2021,  p. 61, ISBN 9789811625541.
71. ↑  (EN) Jin Xu, Empire of Silver: A New Monetary History of China, Yale University Press, 2021,  p. 241, ISBN 9780300258271.
72. ↑  Bastid-Bruguiere 1980, p. 564.
73. ↑  Liu e Chu 1994, pp. 24-25.
74. ↑  (EN) David Evans e Mark Peattie, Kaigun: Strategy, Tactics, and Technology in the Imperial Japanese Navy, 1887-1941, Annapolis, United States Naval Press Institute, 2014  [1997],  p. 90, ISBN 978-1-61251-425-3.
75. ↑  (EN) R. Keith Schoppa, Revolution and Its Past: Identities and Change in Modern Chinese History, Routledge, 2017, ISBN 978-1351219884.
76. ↑  (ZH) 小东 苏, 志发 程 e 杰章 吴, 中国近代海军史, 解放军出版社, 1989,  p. 145.
77. ↑  (ZH) 贞寿 陈, 图说中国海军史: 古代-1955, Volume 1, 福建教育出版社, 2002,  p. 281, ISBN 7533435362.
78. ↑  (ZH) 正伟 刘, 督抚与士绅: 江苏敎育近代化硏究 浙江大学中外教育现代化研究所博士文库: 近代教育与社会变迁丛书, 河北敎育出版社, 2001,  p. 119, ISBN 7543443740.
79. ↑  (EN) Nathan McNeill, Sensen Li e Junqiu Wang, Growing Pains: Chinese Engineering Education During The Late Qing Dynasty, su Purdue University, 2010. URL consultato il 27 marzo 2023.
80. ↑  Feuerwerker 1958, pp. 230-240.
81. ↑  (EN) Linsun Cheng, Banking in Modern China : Entrepreneurs, Professional Managers, and the Development of Chinese Banks, 1897–1937 (PDF), su assets.cambridge.org, Cambridge University Press.
82. ↑  (EN) Demetrius Charles de Kavanagh Boulger, Asian Review, East & West, 1969,  p. 383.
83. ↑  Marshall 2006, pp. 80 e s.
84. ↑  (EN) Philip Jowett, Imperial Chinese Armies 1840–1911, Men-at-Arms 505, Osprey Publishing, 2016,  p. 20, ISBN 9781472814272.
85. ↑  (EN) David Bonavia, China's Warlords, Oxford University Press, 1995,  pp. 31-33, ISBN 0-19-586179-5.
86. ↑  Scott 2008, pp. 111-112.
87. ↑  (EN) Fairbank 1978, p. 269.
88. 1 2 3 4  Chang 2013, pp. 182-184.
89. ↑  Chang 2013, pp. 160-161.
90. ↑  Qu 2016.
91. ↑  Hsu 1995, pp. 287-293.
92. ↑  (EN) Edwin Pak-wah Leung, Essentials of Modern Chinese History: 1800 to the present, 2006,  pp. 28-29.
93. ↑  (EN) John King Fairbank, The United States and China, 4. ed., Harvard University Press, 1976,  pp. 196-205.
94. ↑  Pong 2003, pp. 2–3 e 10.
95. ↑  Fairbank e Liu 1980, pp. xix-xx.
96. ↑  Feuerwerker 1980, p. 60.
97. ↑  Hao e Wang 1980, pp. 145-146, 167-168 e 193-194.
98. ↑  Chang 1980, p. 331.
99. ↑  Chan 1980, pp. 417-418.
100. ↑  Pong 2003, p. 7.
101. ↑  (EN) Fang Chao-ying, Hsiao-ch'in Hsien Huang-hou, in Hummel 1943, pp. 295-300.
102. ↑  Hsu 1980, p. 117.
103. ↑  Hao e Wang 1980, pp. 173-176.
104. ↑  (EN) Edward J. M. Rhoads, Manchus & Han: Ethnic Relations and Political Power in Late Qing and Early Republican China, 1861-1928, University of Washington Press, 2001,  p. 72, ISBN 0-295-98040-0.
105. ↑  Feuerwerker 1958, pp. 335-336.
106. ↑  Feuerwerker 1958, p. 327.
107. ↑  (EN) Tu Lien-chê, Tso Tsung-t'ang, in Hummel 1943, pp. 762-767.
108. ↑  (EN) Jane E. Elliott, Some did it for civilisation, some did it for their country: a revised view of the boxer war, Chinese University Press, 2002,  p. 143, ISBN 962-996-066-4.
109. ↑  Po 2013, p. 11.
110. ↑  (FR) M. Loir, L'escadre de l'amiral Courbet, Parigi, 1886,  pp. 26-29 e 37-65.
111. ↑  Lung 1993, pp. 327-328.
112. ↑  (ZH) 姜文奎, 1987,  pp. 839-840.
113. ↑  (EN) Stanley Spector, Li Hung-chang and the Huai Army: A Study in Nineteenth-Century Chinese Regionalism, Seattle, 1964,  pp. introduzione; 83-110 e 235-250.
114. ↑  (EN) Maochun Yu, The Taiping Rebellion: A Military Assessment of Revolution and Counterrevolution, in Graff e Higham 2002.
115. ↑  Liu e Smith 1980, pp. 202-203.
116. 1 2  Feuerwerker 1958, pp. 5-6 e 328-331.
117. 1 2  Bastid-Bruguiere 1980, pp. 540-542 e 545.
118. ↑  Bastid-Bruguiere 1980, p. 547.
119. ↑  (EN) Sheng Xuanhuai | Chinese official, su Encyclopedia Britannica.
120. ↑  Feuerwerker 1958, pp. 12-12.
121. ↑  Pong 2003, p. 326.
122. ↑  Feuerwerker 1958, pp. 40-44.
123. ↑  (EN) Meribeth Cameron, Chang Chih-tung, in Hummel 1943, pp. 27-32.
124. ↑  Feuerwerker 1958.
125. ↑  (EN) Kenneth Walker, Reviewed Work: China's Early Industrialization: Sheng Hsuan-huai (1844–1916) and Mandarin Enterprise by Albert Feuerwerker, in Bulletin of the School of Oriental and African Studies, vol. 23, n. 3, University of London, 1960,  pp. 609-610, DOI:10.1017/S0041977X00150852.
126. ↑  Feuerwerker 1958, pp. 56 e 249-250.
127. ↑  (EN) Antian Yang, A Comparison Study on Modernisation in the Meiji Restoration and the Self-Strengthening Movement, agosto 2016.
128. 1 2  (EN) Adam Y. Chang, Toward Sovereignty: Zhang Zhidong's Military Strengthening of China, 1884-1901, vol. 477, WWU Graduate School Collection, 2016,  pp. 44-45.